# 소화전

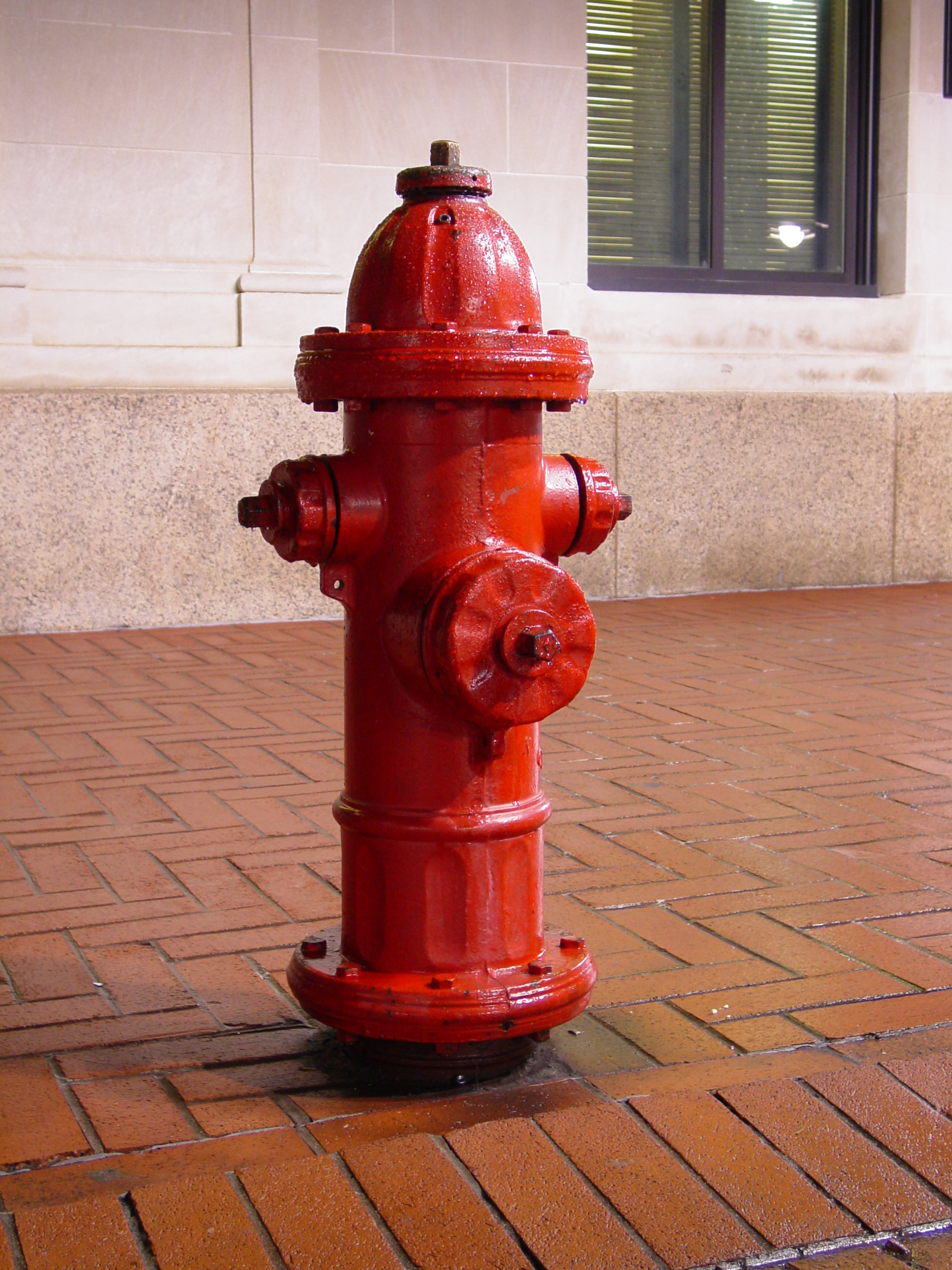
미국 버지니아 주 샬러츠빌에 있는 지상식 소화전

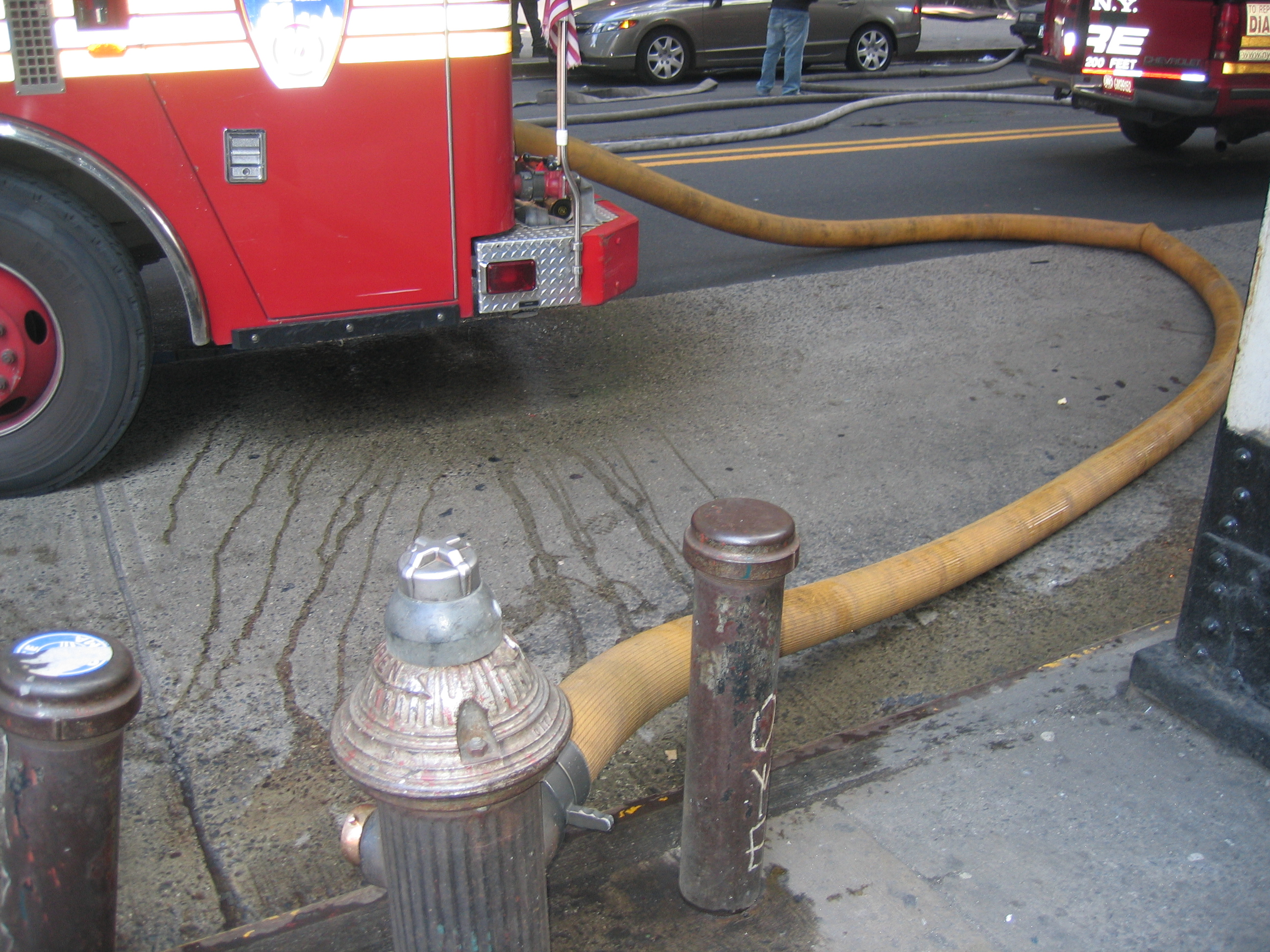
미국 뉴욕시에 설치된 지상식 소화전에서 소방차가 물을 공급받고 있다.

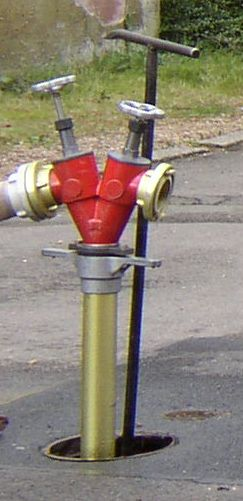
독일의 지하식 소화전

소화전(消火栓, 영어: fire hydrant, fire pump 또는 fireplug, firecock (구 용어), hydrant riser, Johnny Pump)는 소방관이 상수도를 연결할 수 있는 연결 지점이다. 이는 능동형 화재 방어의 구성 요소이다. 지하식 소화전은 최소 18세기부터 유럽과 아시아에서 사용되어 왔다. 지상 기둥식 소화전은 19세기에 발명되었다. 소방 활동에 필요한 물을 공급하기 위한 시설이다. 소방차량에 연결하거나 직접 수관에 연결하여 화재를 진압하는데 사용한다. 상수도관과는 제수변을 통해 연결되어 있다.

## 작동 방식
사용자(소방서일 가능성이 높다)는 호스를 소화전에 연결한 다음 소화전의 밸브를 열어 강력한 물줄기를 제공하는데, 그 압력은 약 350 킬로파스칼 (51 psi) 정도이다. 이 압력은 지역에 따라 다르며 다양한 요인(연결된 수도 본관의 크기 및 위치 포함)에 따라 달라진다. 사용자는 이 호스를 소방차에 연결할 수 있으며, 소방차는 강력한 펌프를 사용하여 수압을 높이고 여러 갈래로 나눌 수도 있다. 나사형 연결, 순간적인 "퀵 커넥터" 또는 스토르츠 커넥터로 호스를 연결할 수 있다.
소화전을 너무 빠르게 열거나 닫으면 수격 현상이 발생하여 근처 파이프와 장비가 손상될 수 있다. 물이 채워진 호스 라인 내부의 물은 매우 무거워지며, 높은 수압으로 인해 압력이 가해진 상태에서는 단단해져서 급격한 방향 전환이 불가능하다. 소화전이 막히지 않은 경우, 호스를 적절하게 배치할 수 있는 충분한 공간이 있으므로 문제가 되지 않는다.
대부분의 소화전 밸브는 수량 조절을 위해 설계되지 않았다. 즉, 완전히 열거나 완전히 닫도록 설계되었다. 대부분의 건식 소화전의 밸브 배열은 완전 작동 외에는 배수 밸브가 열린 상태이다. 따라서 부분적으로 개방하여 사용하면 소화전 주변 토양으로 상당한 양의 물이 직접 유입되어 시간이 지남에 따라 심각한 침식을 유발할 수 있다. 게이트 밸브 또는 버터플라이 밸브를 소화전 개구부에 직접 설치하여 개별 출력을 제어하고 다른 출구로의 흐름을 차단하지 않고 장비 연결을 변경할 수 있다. 이러한 밸브는 많은 미국 소화전에 있는 대형 중앙 "스팀어" 출구를 수용하기 위해 직경이 최대 12 인치 (30 cm)일 수 있다. 보호 캡은 신뢰할 수 없으며 고장 시 심각한 부상을 입힐 수 있으므로 소화전을 사용하기 전에 모든 출구에 밸브를 설치하는 것이 좋은 방법이다.
새로운 소방관은 소방 학교에서 소화전에 대해 광범위하게 훈련받아 소방차를 소화전에 빠르고 안전하게 연결할 수 있도록 한다(보통 1분 이내). 다른 소방관들이 물 공급을 기다리고 있기 때문에 시간은 종종 중요하다. 소화전을 작동할 때 소방관은 일반적으로 장갑과 페이스 실드가 달린 헬멧과 같은 적절한 개인 보호 장비를 착용한다. 잠재적으로 오래되고 부식된 소화전을 통해 흐르는 고압의 물은 고장을 일으켜 소화전을 작동하는 소방관이나 행인에게 부상을 입힐 수 있다.
대부분의 관할권에서는 소화전 일정 거리 내에 주차하는 것이 불법이다. 북아메리카에서는 일반적으로 3 to 5 미터 (10 to 16 ft)이며, 종종 연석에 노란색 또는 빨간색 페인트로 표시되어 있다. 이러한 법규의 근거는 비상 시 소화전이 눈에 띄고 접근 가능해야 한다는 것이다. 소방관이 소화전에 접근해야 할 때 소방전 옆에 불법 주차된 차량이 있는 경우, 소방관은 법적으로 차량의 창문을 깨고 호스를 통과시킬 수 있으며, 차주는 주차 위반 딱지를 받는다.

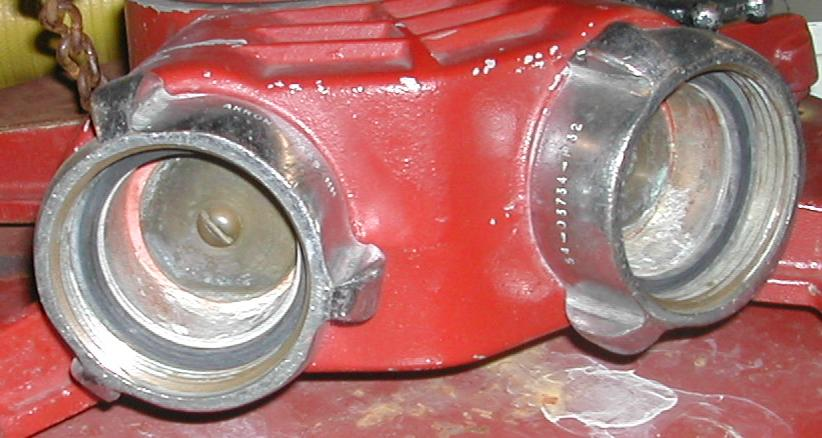
클래퍼 밸브
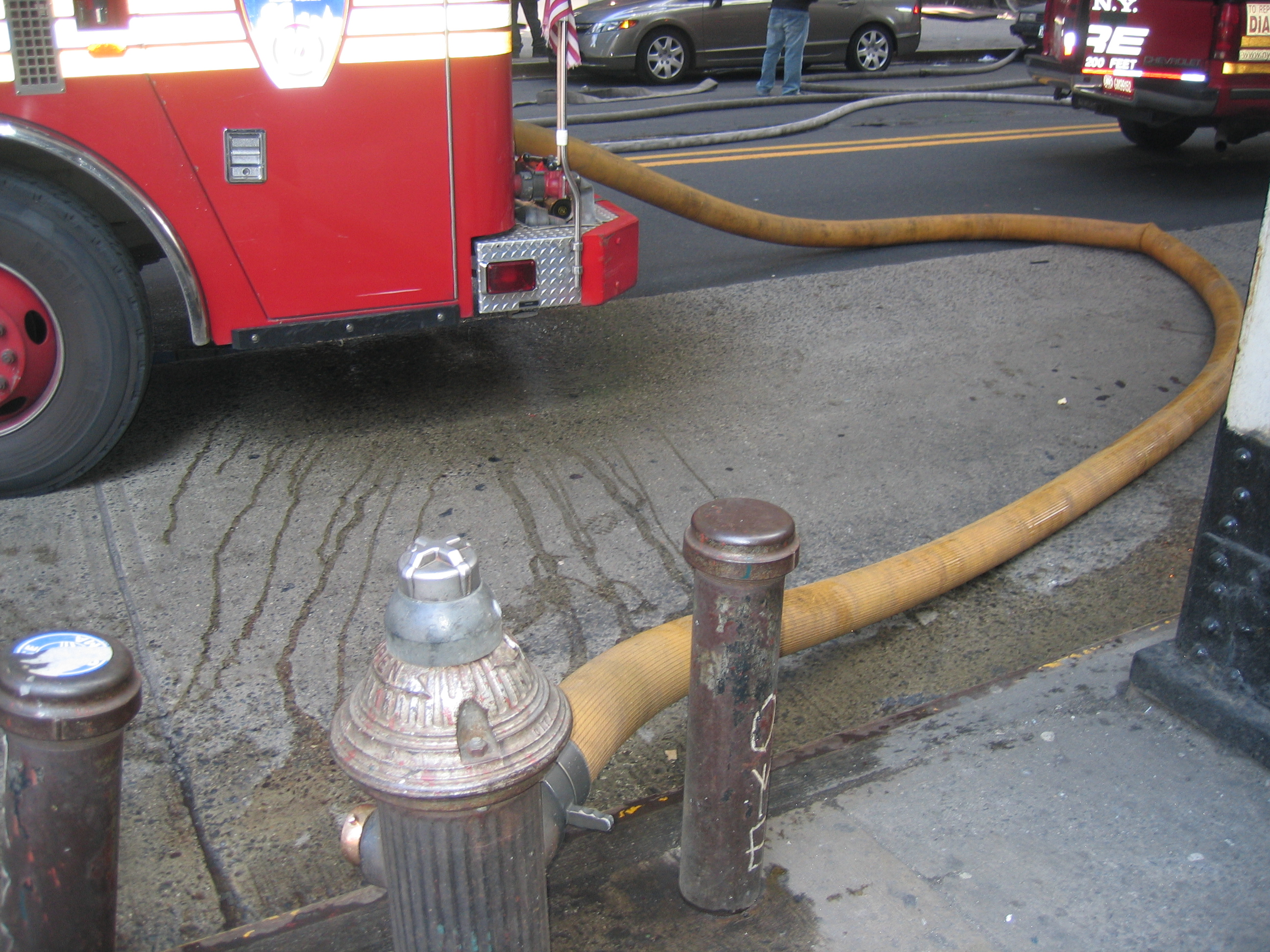
FDNY 소방차에 연결된 뉴욕시 소화전에서 소방 호스로 활발하게 물을 펌핑하고 있다.

### 기타 용도

#### 길거리 물놀이

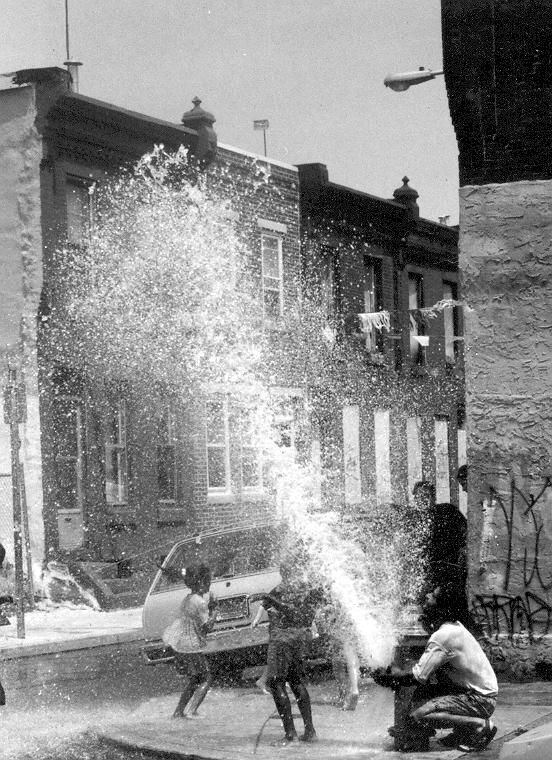
필라델피아에서 소화전 물줄기에서 노는 아이들 (1996)

1896년, 뉴욕시의 심각한 폭염 동안 공공사업부 국장은 주민들에게 더위를 식히기 위해 소화전을 열도록 지시했다. 오늘날 일부 미국 지역 사회는 주민들이 더운 날씨에 소화전을 사용하여 더위를 식히는 동시에 물 사용량을 어느 정도 통제할 수 있도록 저유량 스프링클러 헤드를 제공한다. 때로는 단순히 물놀이를 하려는 사람들이 캡을 제거하고 밸브를 열어 주민들이 여름에 놀고 더위를 식힐 수 있는 장소를 제공하기도 한다.

#### 오용 방지
임의 사용이나 오용을 방지하기 위해 소화전은 특수 도구, 일반적으로 오각형 소켓이 있는 큰 렌치로 열어야 한다. 기물 파손범은 소화전을 열어 물을 낭비하여 금전적 손실을 초래하기도 한다. 이러한 기물 파손은 도시 수압을 감소시키고 화재 진압 노력을 방해할 수도 있다. 오스트레일리아의 대부분의 소화전은 빨간색 상단이 있는 은색 덮개로 보호되며, 소화전을 기물 파손 및 무단 사용으로부터 보호하기 위해 볼트로 지면에 고정되어 있다. 사용 전에 덮개를 제거해야 한다.
미국의 대부분 지역에서는 임시로 물이 필요한 업자가 소화전 사용 허가를 받을 수 있다. 허가에는 일반적으로 수도 계량기, 게이트 밸브 및 때로는 소화전으로의 역류를 방지하기 위한 체크 밸브 (소화전에 설계되어 있지 않은 경우)가 필요하다. 또한, 지하 수영장을 채우기 위해 소화전을 사용하려는 주민들은 일반적으로 허용되며, 물값을 지불하고 비상 시 소방관이 풀에서 물 끌어오기를 할 수 있도록 동의해야 한다.
자치 서비스, 예를 들어 노면 청소기 및 탱크 트럭도 물탱크를 채우기 위해 소화전을 사용할 수 있다. 종종 하수 유지 보수 트럭은 하수관을 세척하고 현장에서 소화전에서 탱크를 채우기 위해 물이 필요하다. 필요한 경우 시립 작업자는 사용한 물의 양을 기록하거나 미터를 사용한다.
소화전은 폭동 진압 차량에 물을 공급하는 데 사용될 수 있다. 이러한 차량은 고압 물대포를 사용하여 폭동을 저지한다.
소화전은 수도 공급 시스템의 가장 접근 가능한 부분 중 하나이므로, 종종 압력계 또는 로거를 부착하거나 시스템 수압을 모니터링하는 데 사용된다. 자동 세척 장치는 사용량이 적은 지역에서 염소 수준을 유지하기 위해 소화전에 부착되는 경우가 많다. 소화전은 또한 누출 감지 장치가 누출 소리를 통해 누출 위치를 찾는 쉬운 지상 접근 지점으로 사용된다.

## 구조

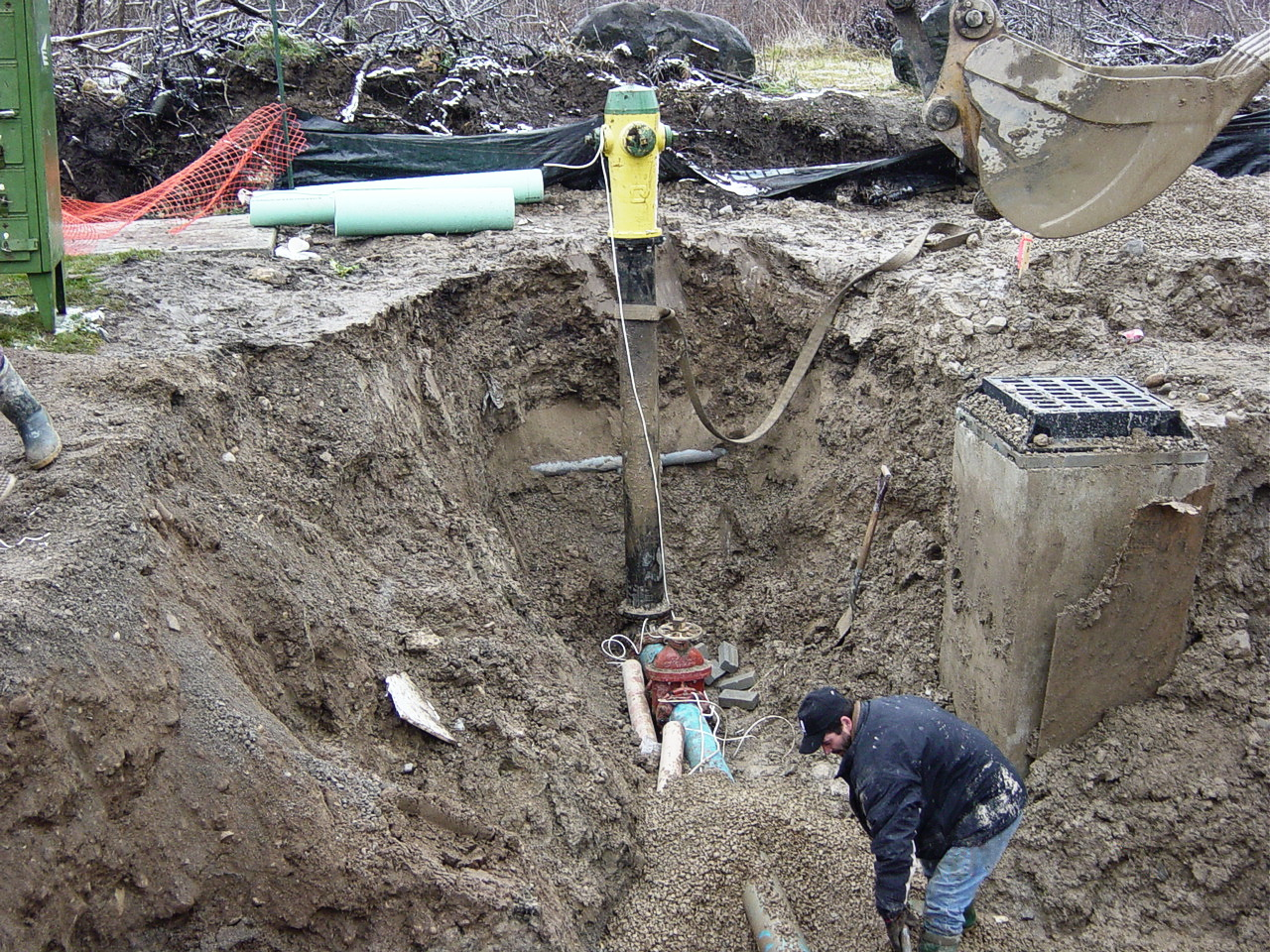
캐나다 온타리오의 소화전 설치

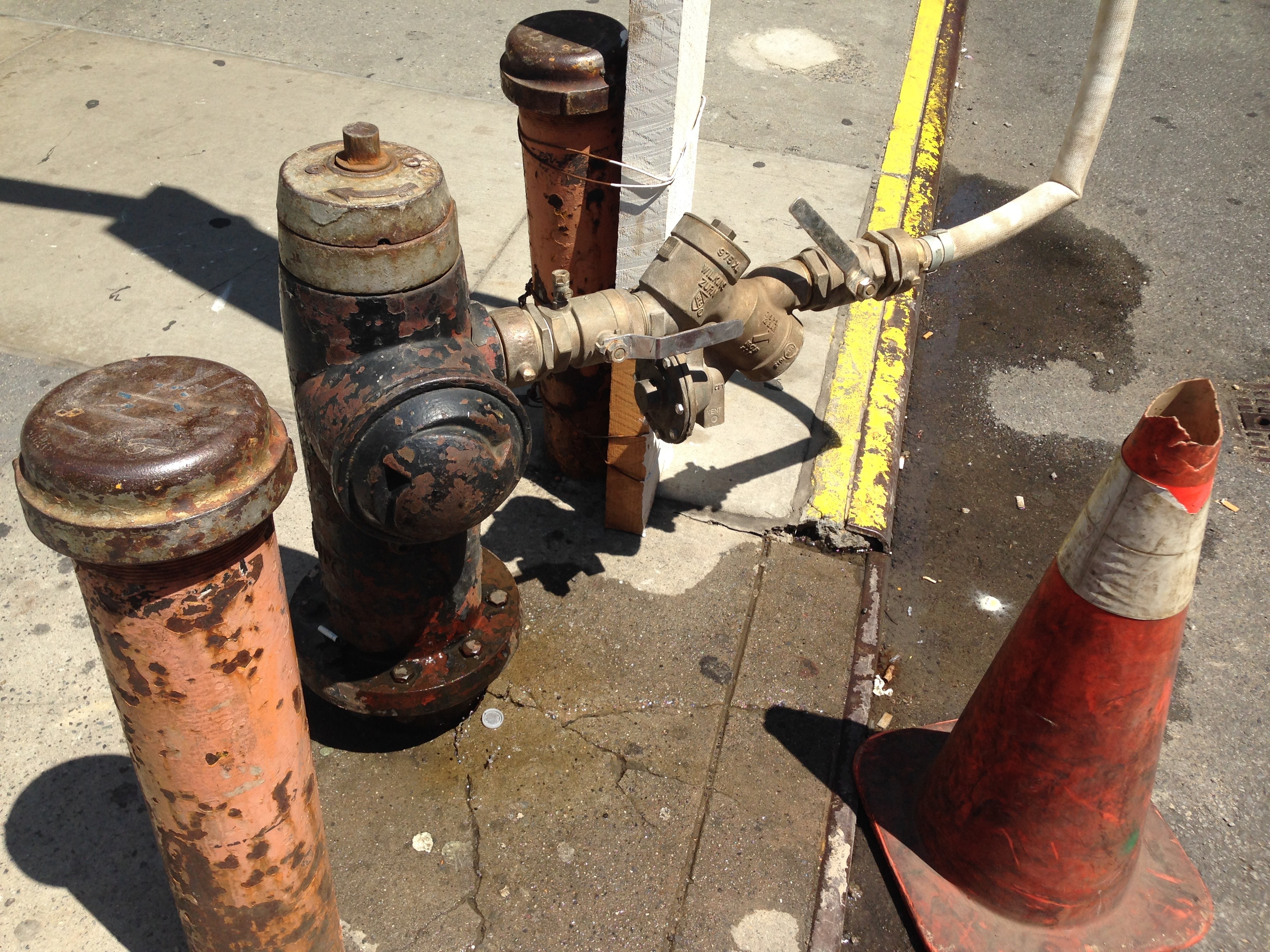
건설 현장에 물을 공급할 때 역류를 방지하기 위해 감압 구역 장치가 사용된다.

국가나 지역에 따라 소화전은 지상 또는 지하에 설치될 수 있다. 일본, 영국, 우크라이나, 러시아, 스페인 등의 국가에서는 무거운 금속 덮개 아래에 소화전이 접근 가능하다. 미국과 중국의 많은 지역에서는 소화전의 접근 가능한 부분이 지상에 있다. 건물의 외벽에도 설치될 수 있다.
영하의 기온이 있는 지역에서는 소화전의 일부만 지상에 있다. 밸브는 동결선 아래에 위치하며 라이저를 통해 지상 부분에 연결된다. 밸브 스템은 밸브에서 소화전 상단의 씰을 통해 위로 확장되며, 적절한 렌치로 작동할 수 있다. 이 디자인은 "건식 배럴" 소화전으로 알려져 있으며, 즉 소화전의 배럴 또는 수직 몸체는 일반적으로 건조하다. 물 밸브가 완전히 닫히면 지하 배수 밸브가 열린다. 이를 통해 소화전 몸체에서 모든 물이 배수되어 소화전이 얼지 않도록 방지한다.
따뜻한 지역에서는 지상 부분에 하나 이상의 밸브가 있는 지상 소화전이 사용될 수 있다. 한랭지 소화전과 달리 각 포트에 물 공급을 켜고 끄는 것이 가능하다. 이 스타일은 "습식 배럴" 소화전으로 알려져 있다.
습식 및 건식 소화전 모두 일반적으로 여러 개의 출구를 갖는다. 습식 배럴 소화전 출구는 일반적으로 개별적으로 제어되는 반면, 건식 배럴 소화전의 모든 출구는 하나의 스템으로 동시에 작동한다. 따라서 습식 배럴 소화전은 단일 출구를 열 수 있어 약간의 노력이 더 필요하지만 동시에 더 많은 유연성을 허용한다.
일반적인 미국식 건식 소화전은 두 개의 작은 출구와 하나의 큰 출구가 있다. 큰 출구는 지역 소방서가 대구경 공급 라인에 스토르츠 피팅을 사용하는 호스를 표준화한 경우 종종 스토르츠 연결이다. 큰 출구는 "스팀어" 연결로 알려져 있는데, 이는 한때 증기 구동식 물 펌프에 물을 공급하는 데 사용되었기 때문이다. 이러한 출구가 있는 소화전은 "스팀어 소화전"이라고 불릴 수 있지만, 이 용어는 점차 구식이 되고 있다. 마찬가지로 스팀어 연결이 없는 오래된 소화전은 "마을 소화전"이라고 불릴 수 있다.

## 외관

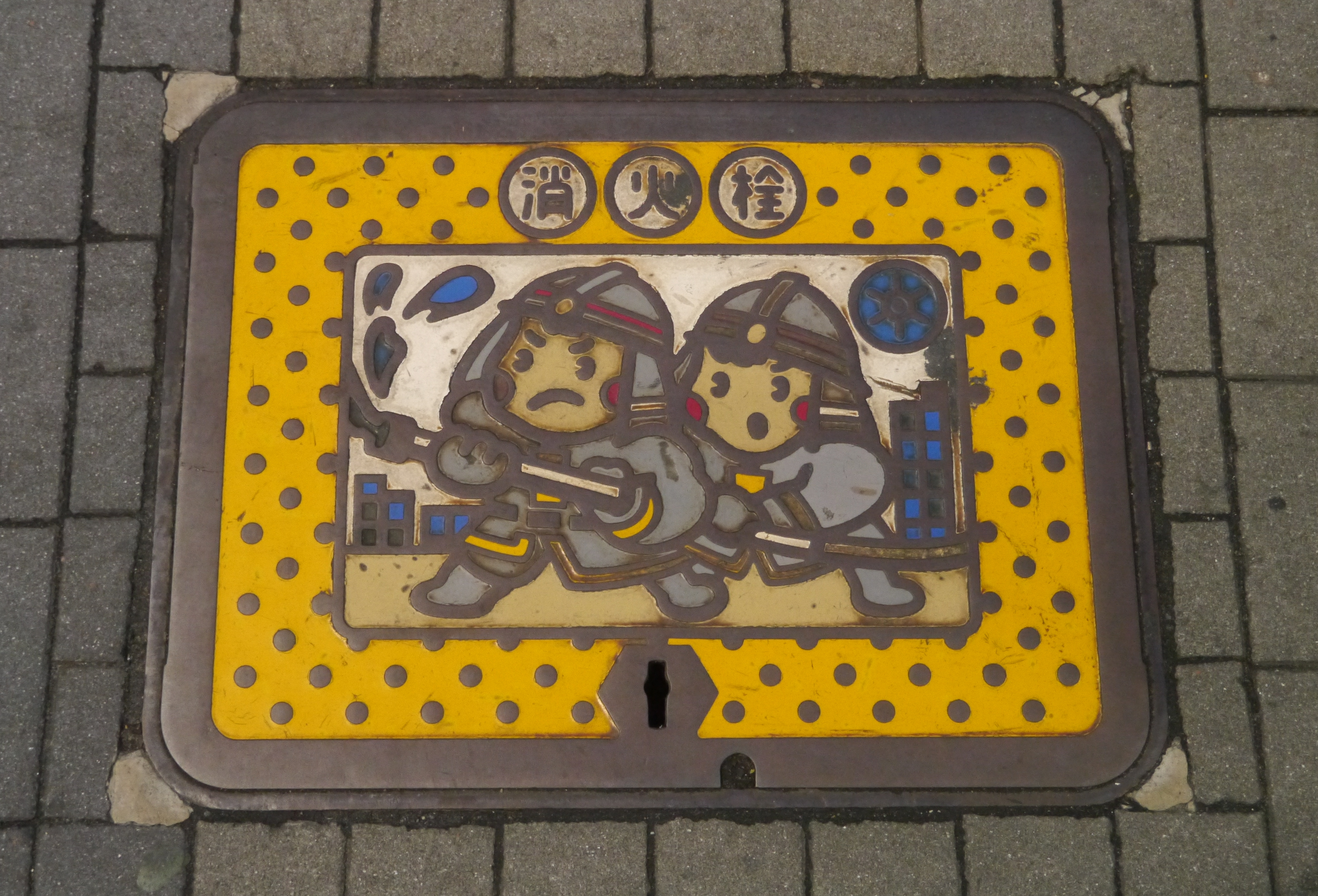
가와이 소화전 덮개 (도쿄, 신바시)

지상 소화전은 가시성, 특성 표시 또는 미관을 위해 색칠된다. 미국에서는 AWWA와 NFPA에서 후드와 노즐 캡은 사용 가능한 유량에 따라 코딩되어야 하지만, 빠른 식별을 위해 소화전은 크롬 노란색으로 칠하도록 권장한다. 클래스 AA 소화전 (>1500 gpm)은 노즐 캡과 후드를 하늘색으로, 클래스 A 소화전 (1000–1499 gpm)은 녹색으로, 클래스 B 소화전 (500–999 gpm)은 주황색으로, 클래스 C 소화전 (0–499 gpm)은 빨간색으로, 비작동 또는 시스템 끝 (수격 현상 위험)은 검은색으로 칠해야 한다. 이러한 도움은 도착하는 소방관들이 얼마나 많은 물을 사용할 수 있는지, 추가 자원을 요청해야 하는지 또는 다른 소화전을 찾아야 하는지를 결정하는 데 도움이 된다.
더 복잡한 코딩을 포함하여 다른 코딩이 사용될 수 있으며, 종종 사용된다. 다른 코딩은 더 간단할 수도 있다. 온타리오 오타와에서는 소화전 색상이 소방관들에게 다른 메시지를 전달한다. 예를 들어, 소화전 내부가 부식되어 내부 직경이 좋은 압력에 너무 좁으면 소방관들에게 다음 소화전으로 이동하도록 특정 방식으로 칠해진다. 많은 지역에서 흰색 또는 보라색 상단은 소화전이 음용수가 아닌 물을 제공함을 나타낸다. 예술적 및 미학적 고려 사항이 가장 중요한 경우 소화전은 매우 다양하거나 더 차분할 수 있다. 두 경우 모두 일반적으로 실용성이 저하된다.
독일, 네덜란드, 스페인, 영국, 그리고 많은 다른 국가에서는 대부분의 소화전이 지상 아래에 위치하며, 호스 연결을 제공하는 라이저를 통해 접근한다. 덮개도 예술적으로 디자인될 수 있다.

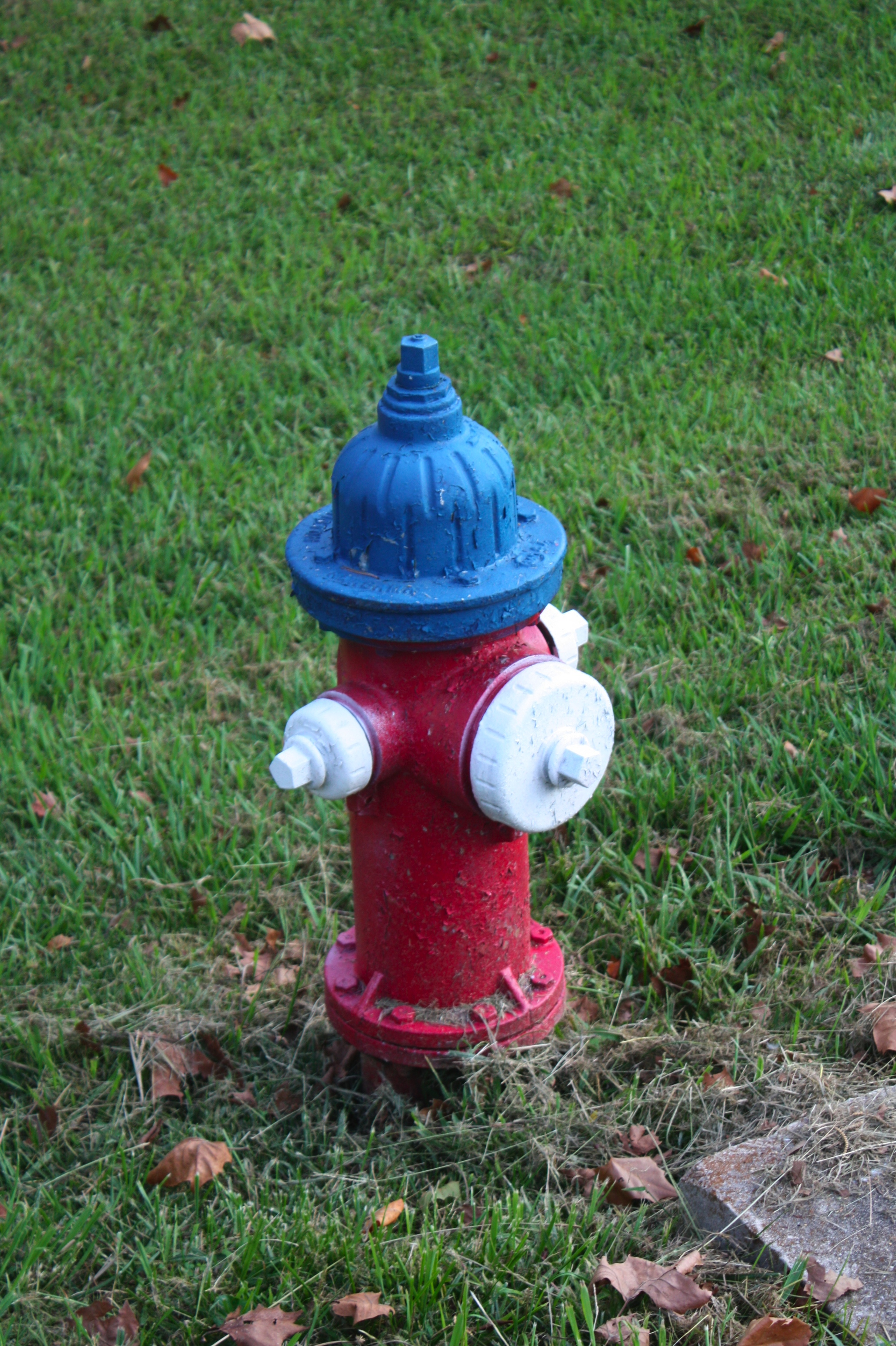
미국에서 미국 애국 테마로 칠해진 소화전
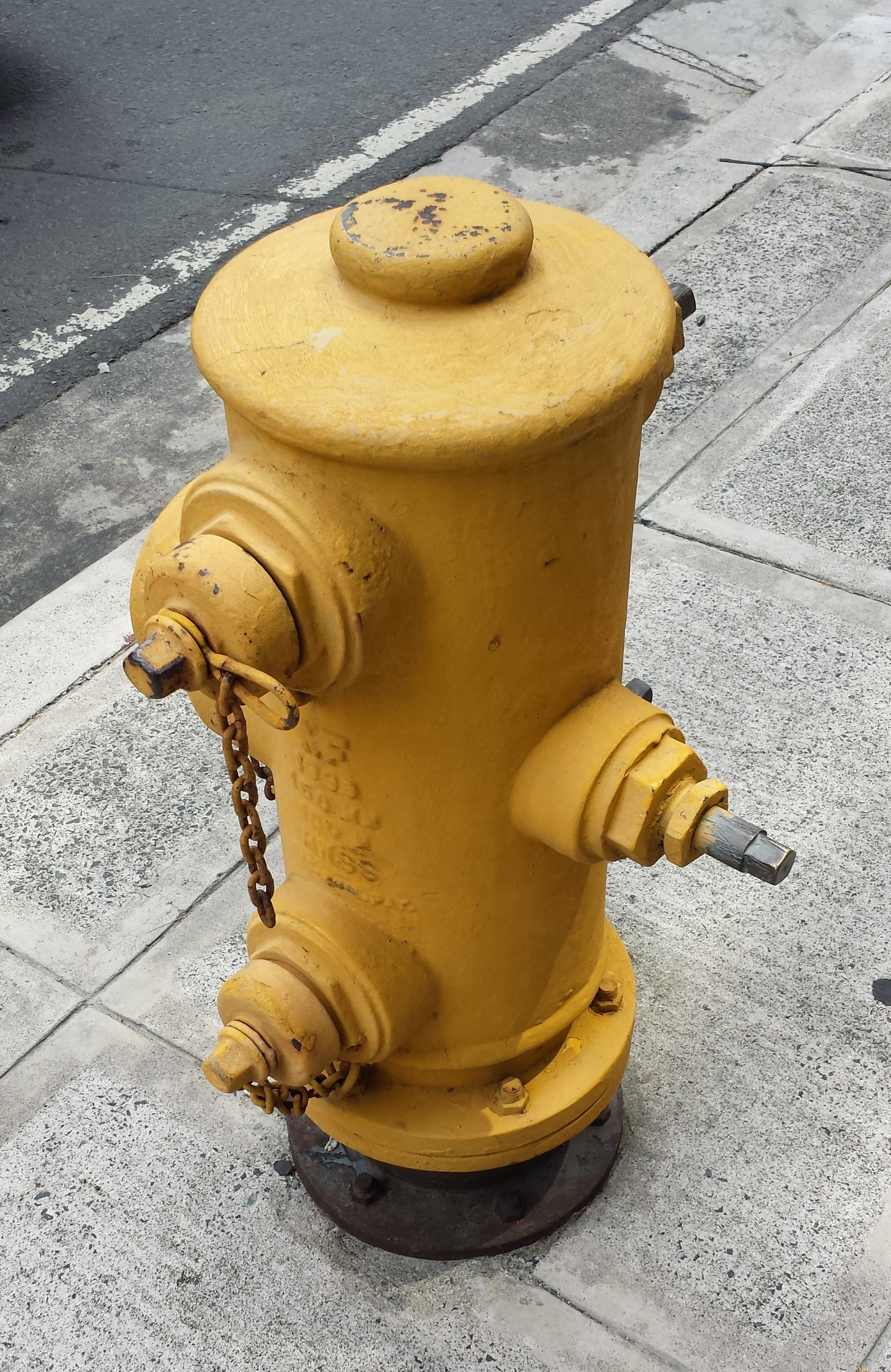
필리핀의 소화전
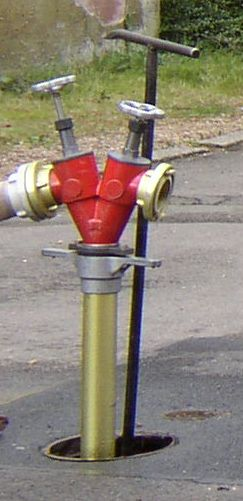
독일 지하 소화전과 스토르츠 호스 연결
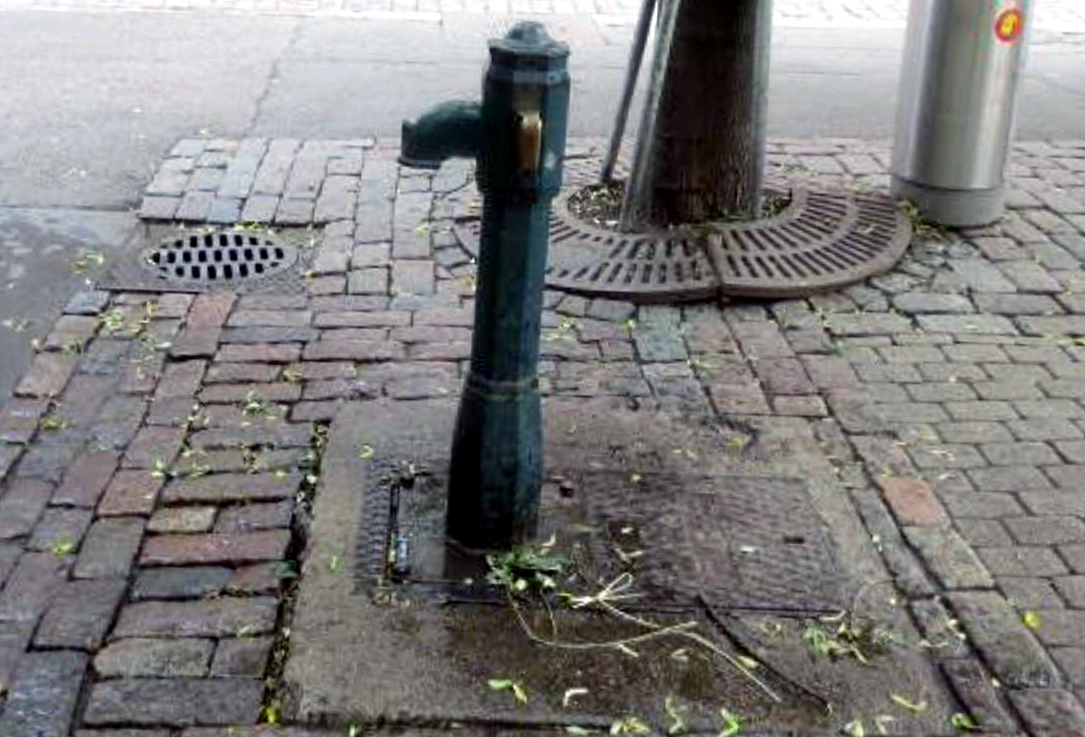
핀란드 헬싱키 프레단토리 광장의 소화전
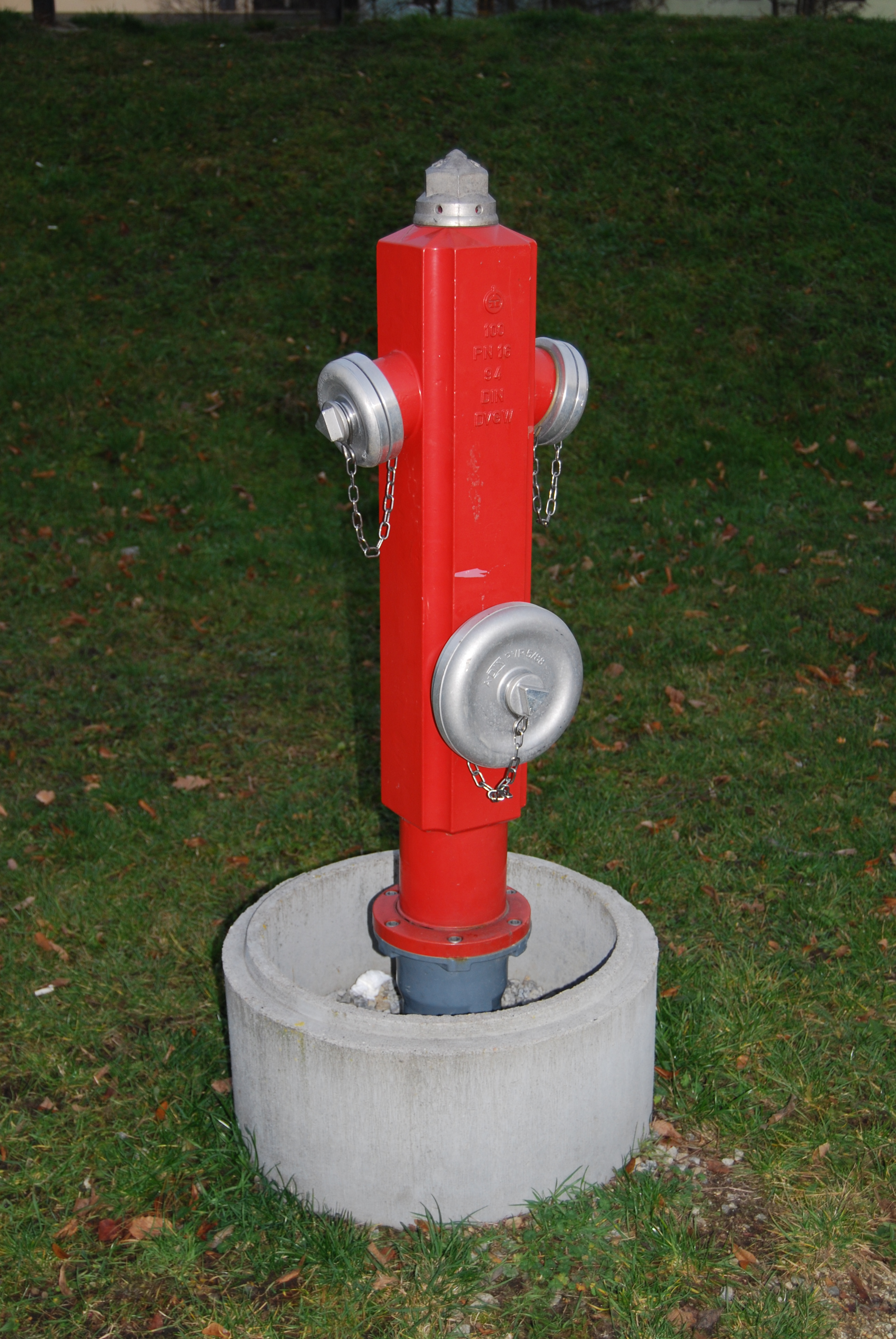
체코 예시
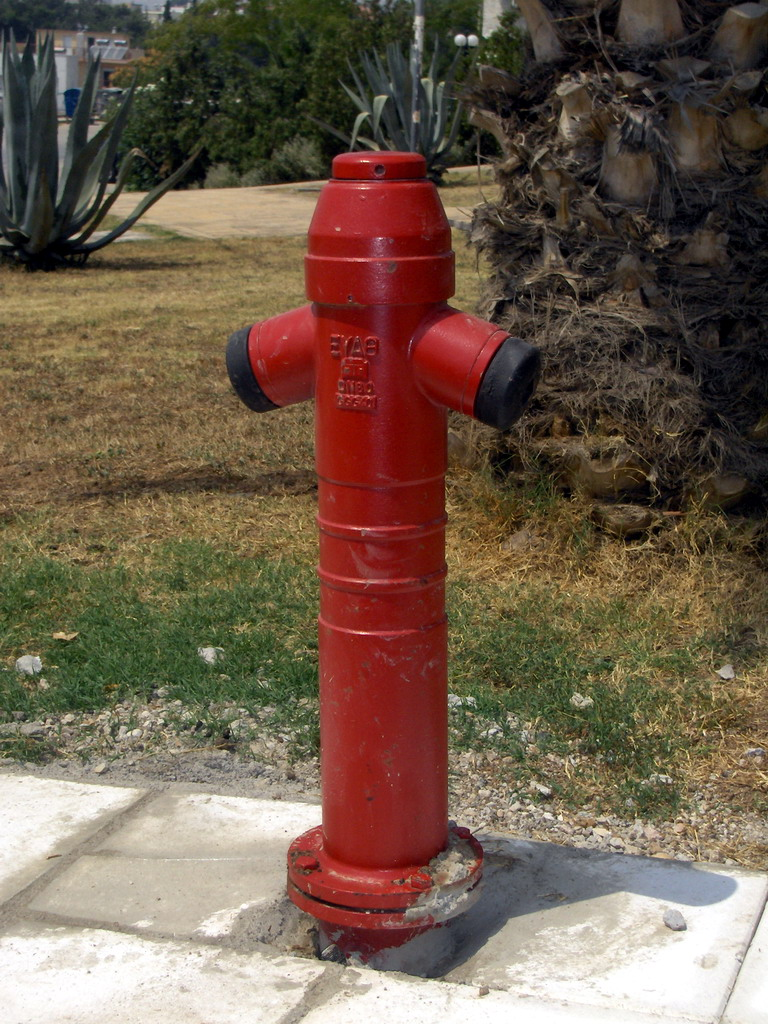
그리스 예시
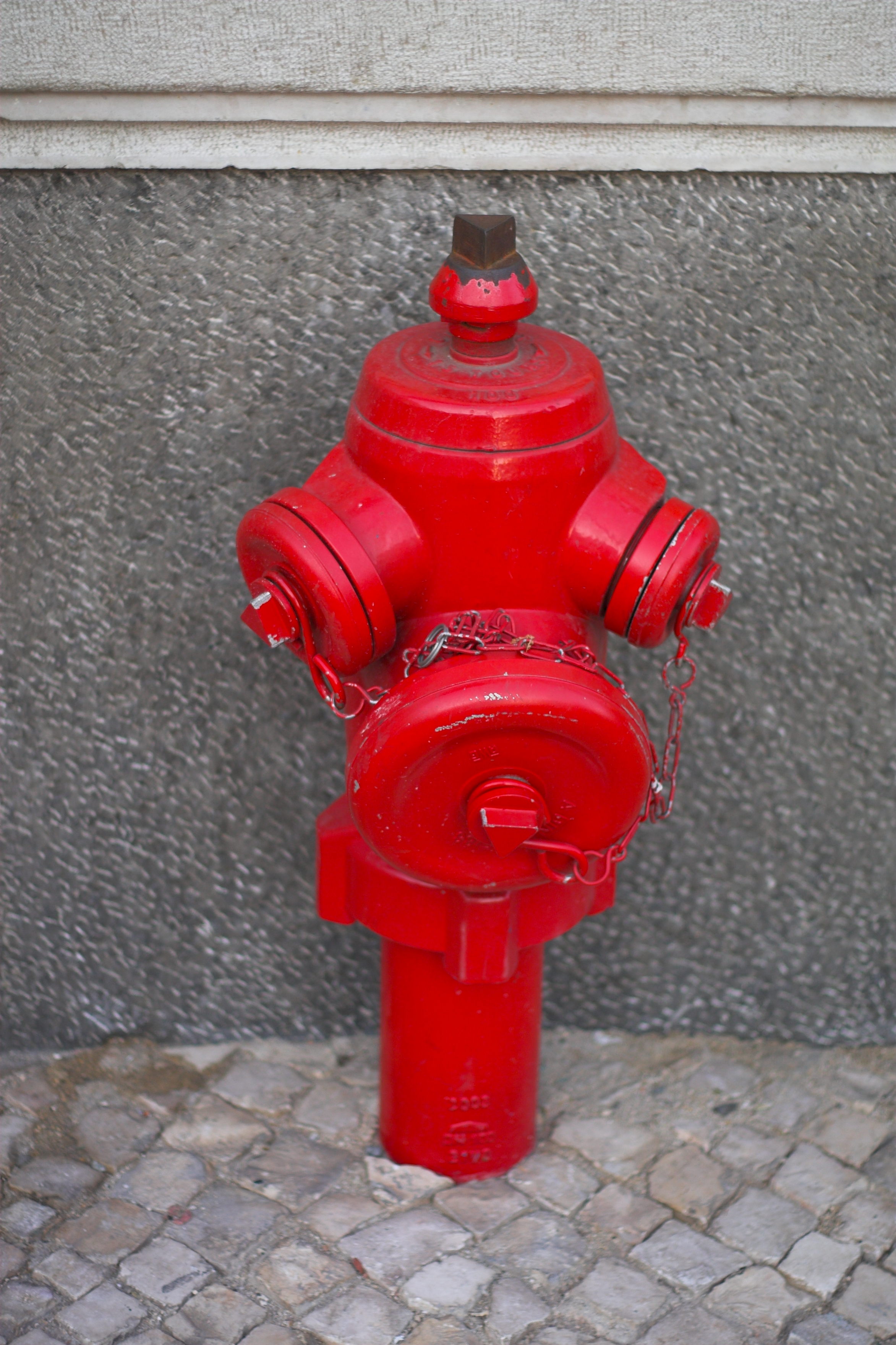
포르투갈 예시
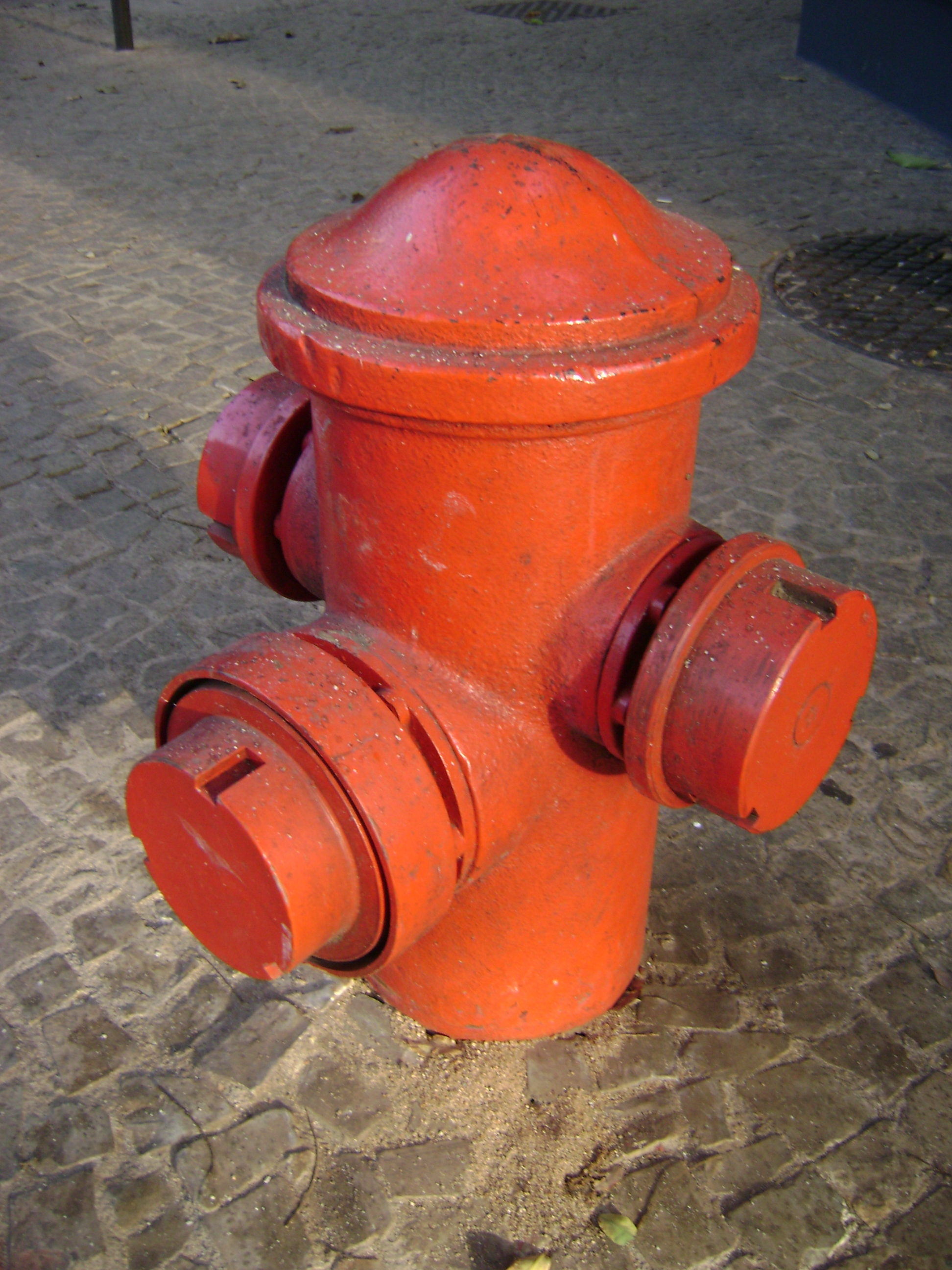
브라질 예시
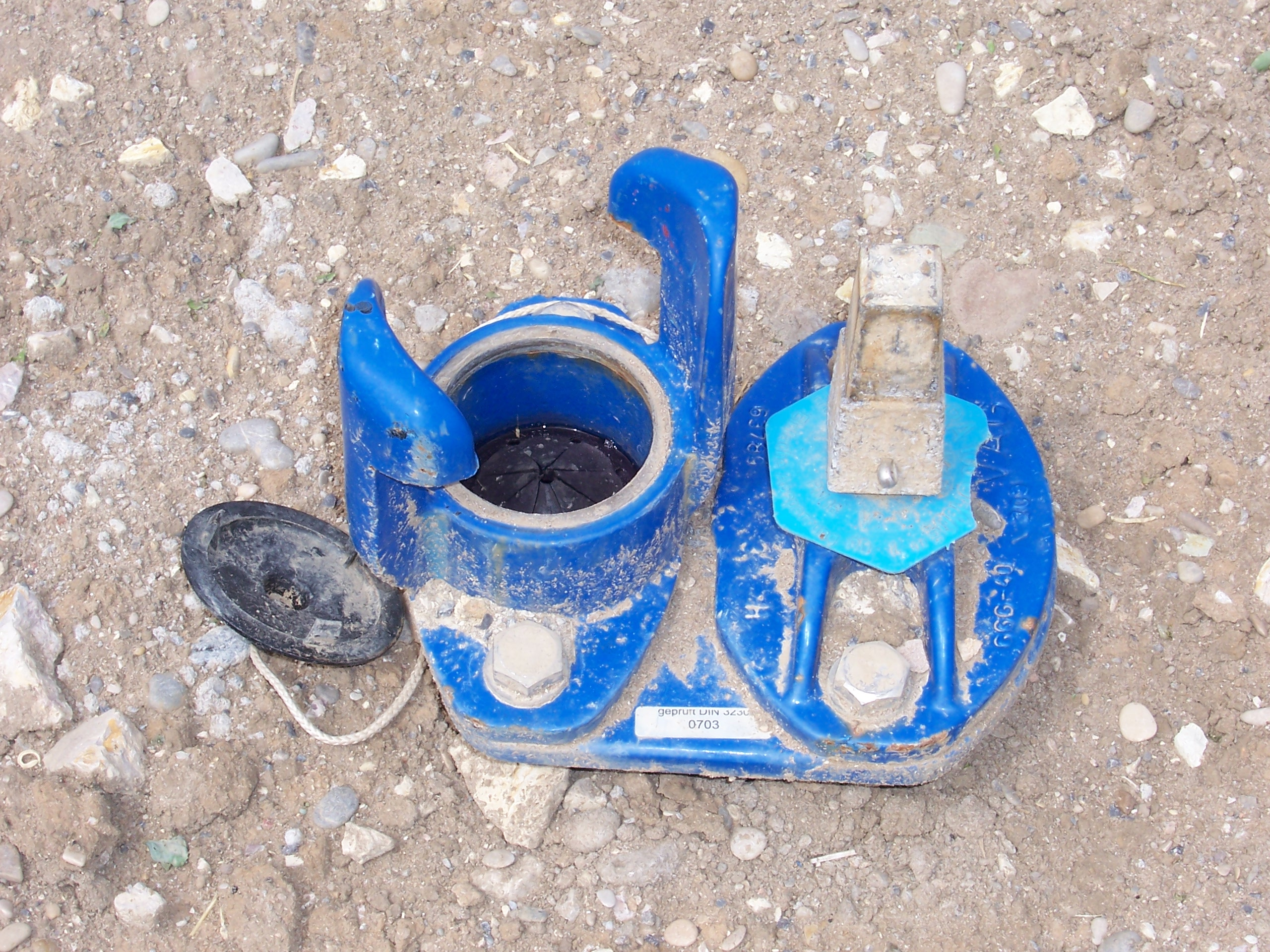
독일 지하 예시
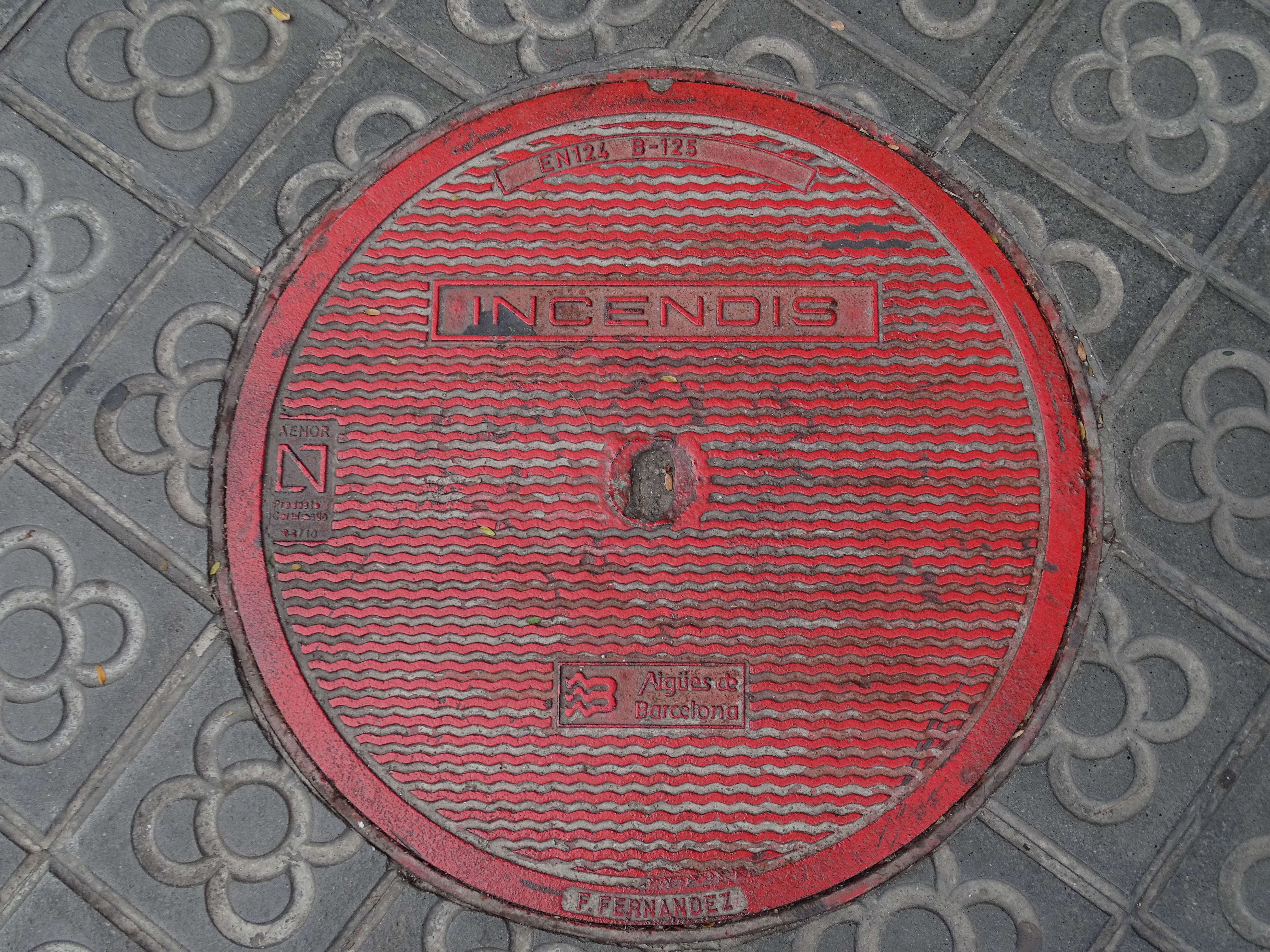
스페인 바르셀로나의 스페인 덮개
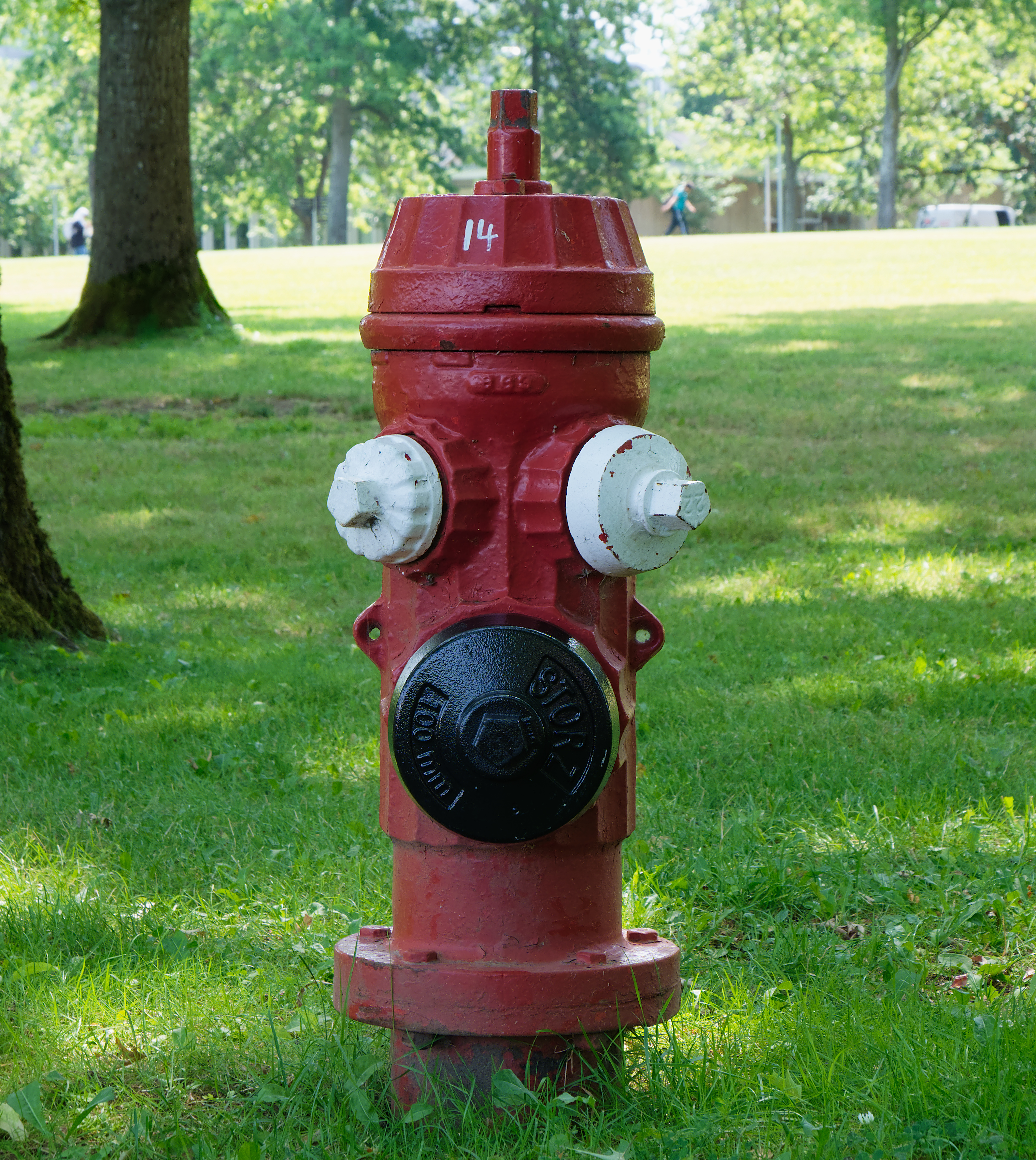
브리티시 컬럼비아의 소화전
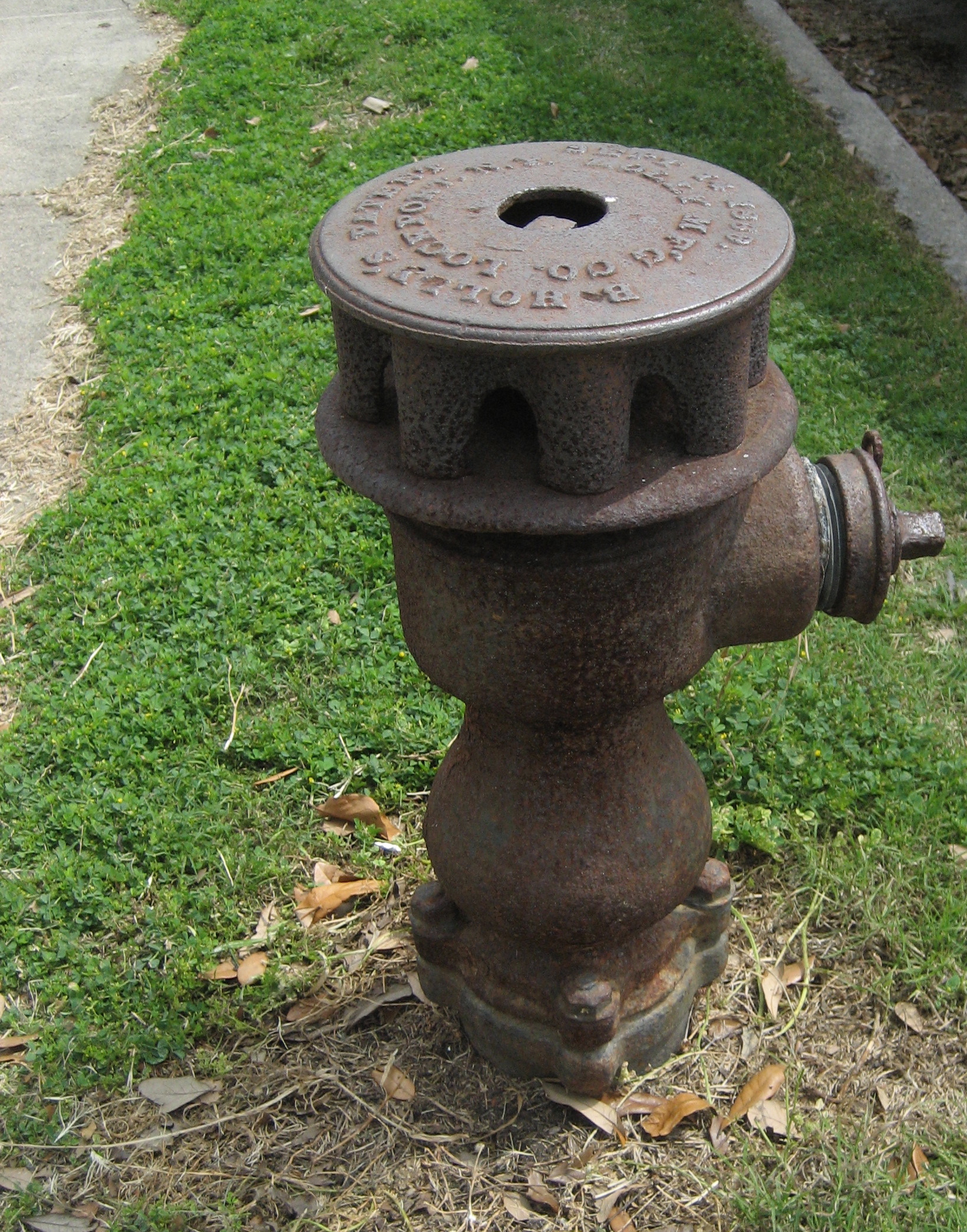
버드실 홀리 소화전 측면 보기 (도시 수도 공급 파이프라인 통행권 지점)
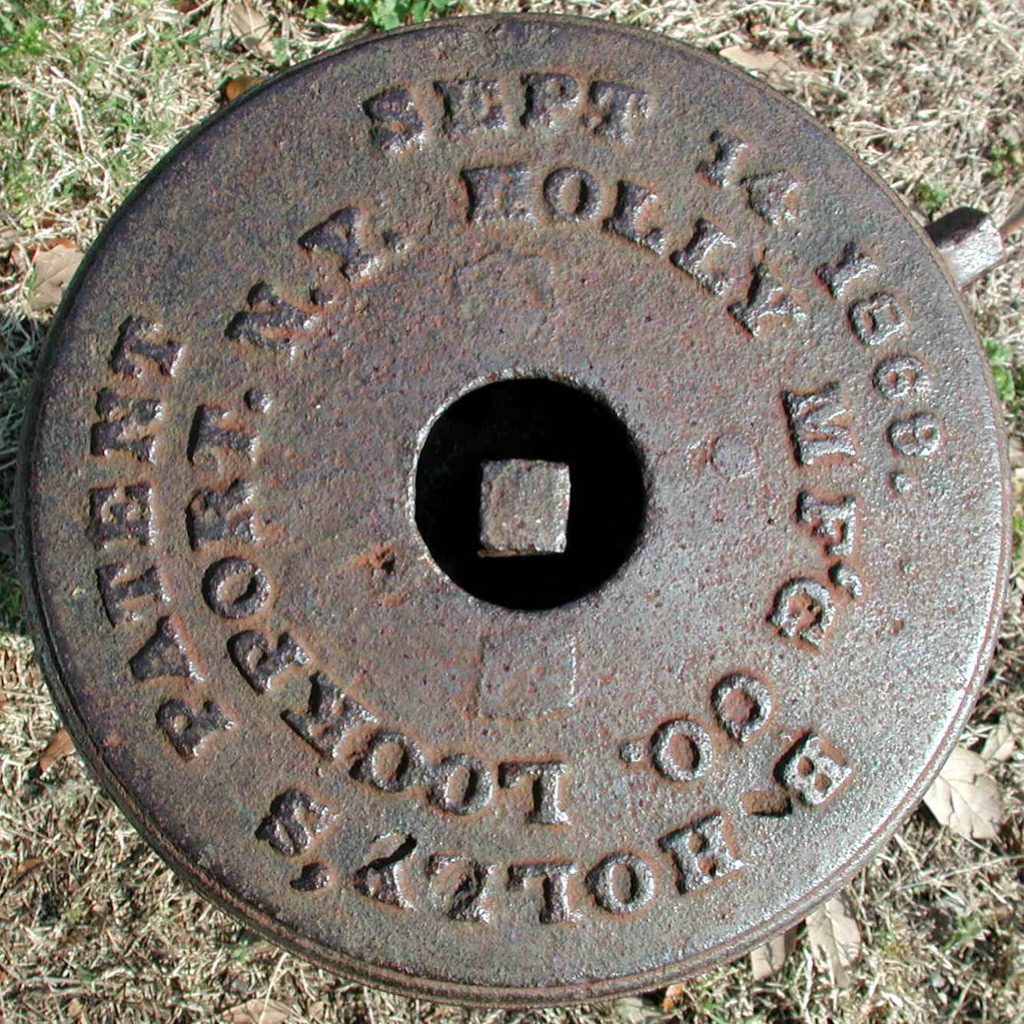
버드실 홀리 소화전 상단 보기 (설명 및 특허 날짜 정보 포함)
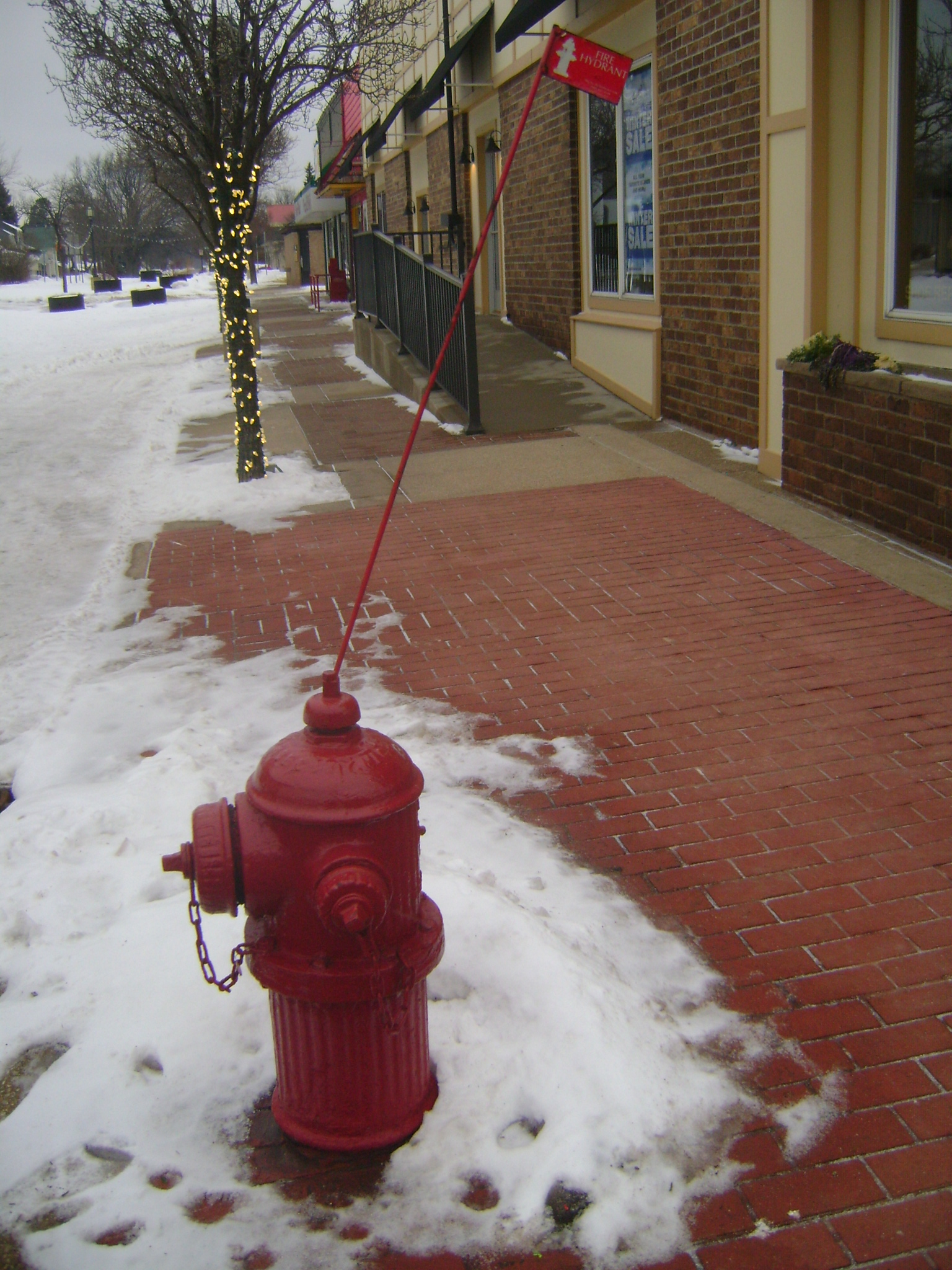
2016년 현대 소화전
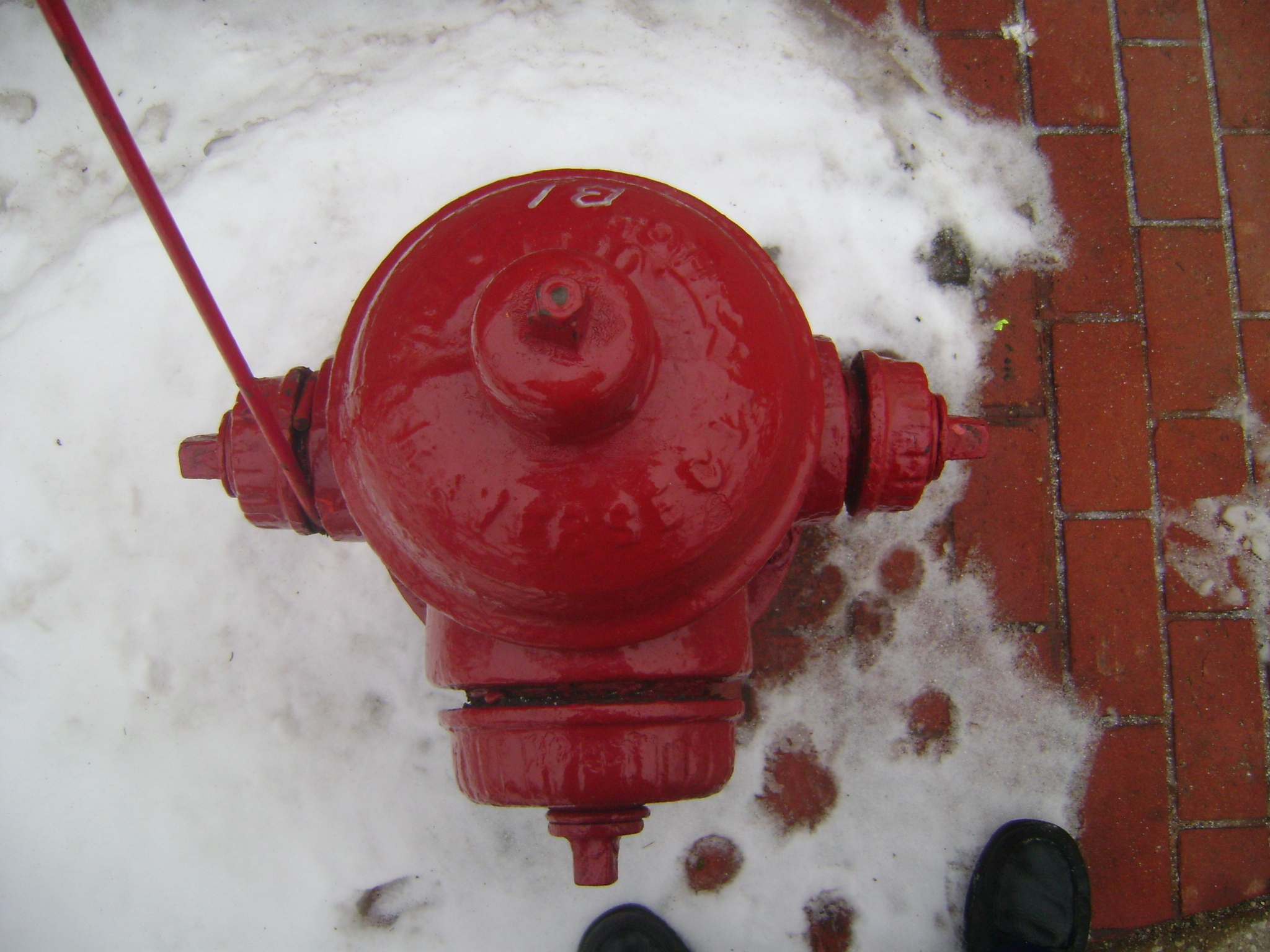
전방 소화전 노즐
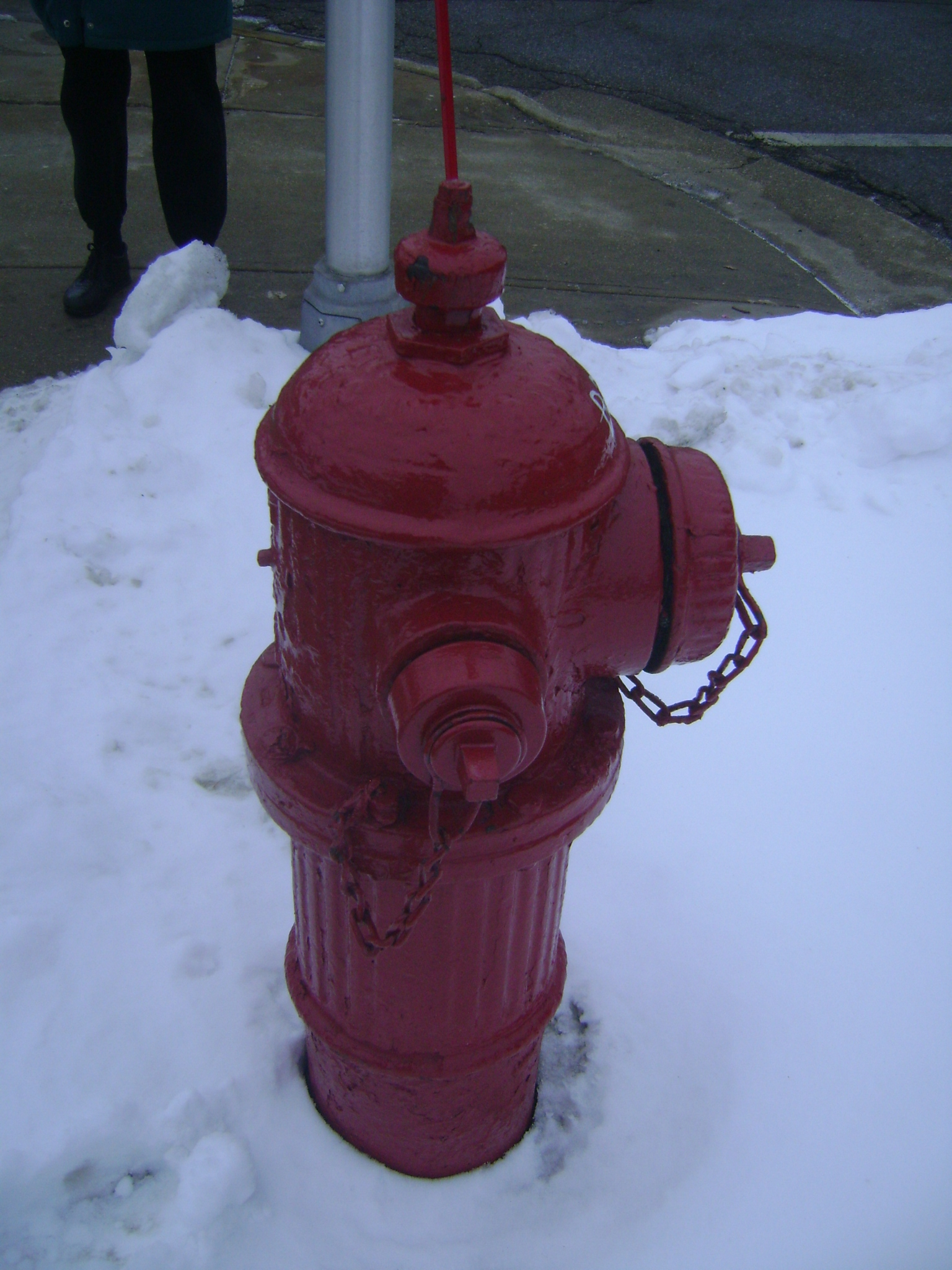
소화전 노즐 측면 보기
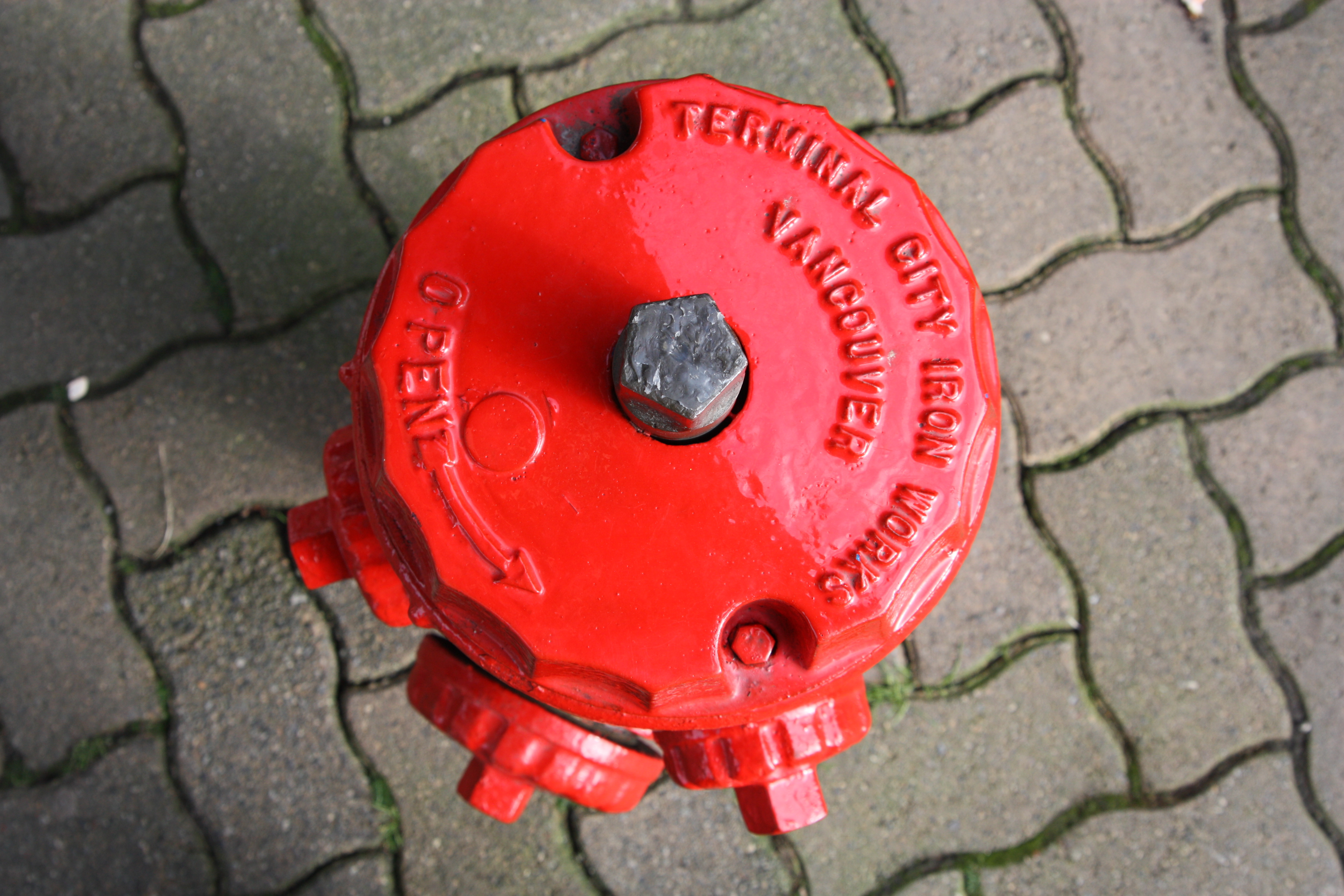
소화전 5각 상단 너트
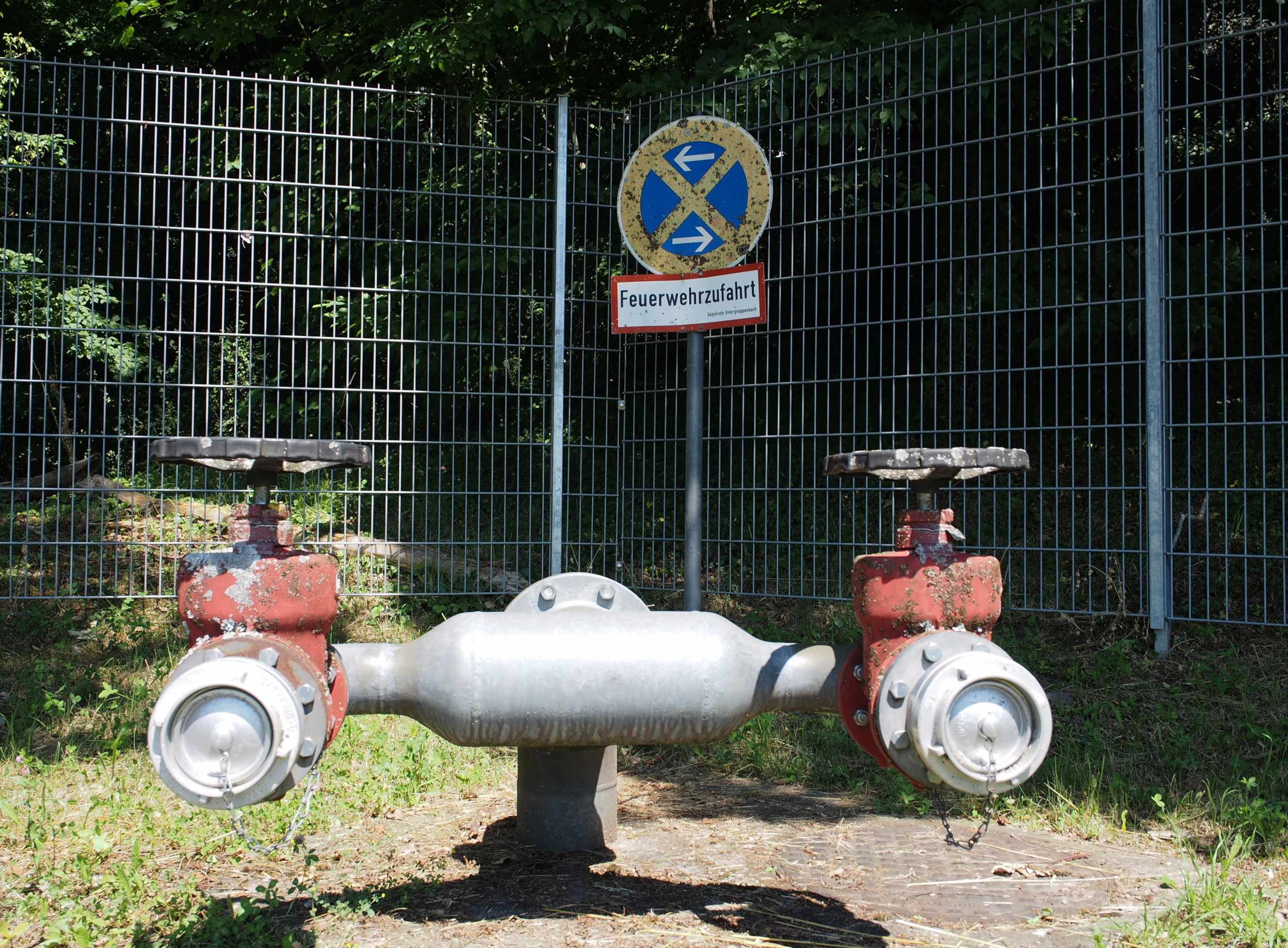
대형 파이프 소화전
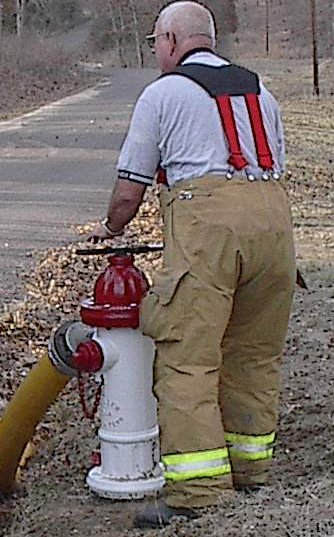
소방관이 소화전 사용

## 표지판
영국과 아일랜드에서는 소화전이 땅에 설치된다. 노란색 "H" 소화전 표지판은 소화전의 위치를 나타내며 핀란드의 파란색 표지판과 유사하다. 작은 기둥이나 근처 벽 등에 설치된 두 숫자는 수도관의 직경(상단 숫자)과 표지판과의 거리(하단 숫자)를 나타낸다. 현대 표지판은 이러한 측정을 밀리미터와 미터로 보여주는 반면, 구형 표지판은 인치와 피트를 사용한다. 크기 차이가 매우 크기 때문에 (6인치 대 150mm) 어떤 측정 시스템을 사용하든 모호함이 없다.
겨울에 눈이 오지 않는 미국 지역에서는 밤에 소화전을 빠르게 식별하기 위해 도로에 파란색 반사경이 박혀 있다. 눈이 오는 지역에서는 눈으로 덮여 있어도 소화전을 찾을 수 있도록 높은 표지판이나 깃발이 사용된다. 농촌 지역에서는 빨간색과 같이 눈에 띄는 색으로 칠해진 키 크고 좁은 기둥이 소화전에 부착되어 폭설 기간에도 소화전을 찾을 수 있도록 한다. 소화전의 상단은 분당 갤런 단위로 사용 가능한 유량을 나타낸다. 이 색상은 화재 현장에 물을 공급하는 데 사용될 소화전을 더 정확하게 선택하는 데 도움이 된다.
- 파란색: 1,500 US gallons per minute (95 L/s) 이상 - 매우 좋은 유량
- 녹색: 1,000–1,499 US gallons per minute (63–95 L/s) - 주거 지역에 적합
- 주황색: 500–999 US gallons per minute (32–63 L/s) - 간신히 충분
- 빨간색: 500 US gallons per minute (32 L/s) 미만 - 불충분

소화전 본체도 색상 코딩된다.
- 크롬 옐로우: 시립 시스템
- 빨간색: 사설 시스템
- 보라색: 음용수 공급 아님

이러한 표시 및 색상은 NFPA 291: 소화전 유량 테스트 및 표시에 대한 권장 관행에 규정되어 있지만 대부분의 시립 수도 당국은 실제로 이러한 지침을 따르지 않는다.
오스트레일리아에서는 소화전 표지판이 다양하며, 전국적으로 여러 유형이 표시된다. 대부분의 호주 소화전은 지하에 있으며, 볼콕 시스템 (스프링 소화전 유형)이며, 중앙 플런저가 있는 별도의 스탠드파이프가 밸브를 여는 데 사용된다. 결과적으로 소화전 표지판은 숨겨져 있기 때문에 필수적이다.
- 페인트 마커 – 일반적으로 도로에 칠해진 흰색 또는 노란색 (때로는 반사 페인트) 삼각형 또는 화살표로, 소화전이 있는 도로 쪽을 가리킨다. 이들은 오래된 지역이나 더 고급 표지판이 설치되지 않은 새 도로에서 가장 흔하게 볼 수 있다. 이들은 거의 항상 보조 표지판과 함께 사용된다.
- 소화전 마커 플레이트 – 전봇대, 울타리 또는 도로 표지판에 있는 이들은 포괄적이고 효과적인 식별 시스템이다. 이 플레이트는 여러 코드, 즉 H (음용수 소화전), RH (재활용/음용수 아님), P (소화전 덮개가 있는 길), R (도로)로 구성된다. 플레이트는 수직으로 방향을 잡고 있으며, 너비는 약 8cm이고 높이는 15cm이다. 일반적으로 소화전 방향을 향하고 있다. 이 플레이트에는 위에서 아래로 다음 기능이 있다.
  - 위에 나열된 코드, 상단에는 음용수/음용수 아님, 플레이트 하단에는 길/도로.
  - 그 아래에는 소화전까지의 거리(미터)를 나타내는 숫자, 그 아래에는 수도관의 크기(밀리미터)를 나타내는 두 번째 숫자.
  - 플레이트 중앙의 검은색 선은 소화전이 플레이트가 부착된 도로 반대편에 있음을 나타낸다.
  - 재활용수 플레이트는 보라색 배경과 RH 코드가 있으며, 일반 음용수 소화전은 흰색이며 H 코드가 있다.
- 도로 표식 또는 캣츠 아이 – 거의 독점적으로 파란색이며, 소화전이 있는 도로 측면을 나타내기 위해 도로 중앙선 한쪽 또는 다른쪽에 배치된다. 이들은 야간에 심한 비 속에서 수백 미터, 맑은 조건에서는 더 멀리서도 보인다.

독일에서는 소화전 마커 플레이트가 지하 시설을 가리키는 다른 마커 플레이트 스타일을 따른다. 소화전 마커 플레이트에는 빨간색 테두리가 있다. 다른 수도 소화전에는 파란색 테두리가 있을 수 있다. 가스 소화전은 소화전용 흰색 대신 노란색 배경을 가질 것이다. 이들 모두는 상단에 시설 식별이 있는 큰 중앙 T가 있다. – "H" 또는 구형 "UH"는 지상에 있으며, "OH"는 지상에 있다. 그 뒤에 파이프 내경이 밀리미터로 표시된다 (주거 지역에서는 작은 80mm). T 주변의 숫자는 플레이트 위치를 기준으로 시설을 찾는 데 도움이 된다. – T 왼쪽에 있는 숫자는 표지판 왼쪽 미터 단위, T 오른쪽에 있는 숫자는 표지판 오른쪽 미터 단위, T 아래 숫자는 표지판 앞쪽 미터 단위의 거리를 나타낸다. 여기서 음수는 표지판 뒤쪽의 장소를 가리킨다. 거리 숫자는 항상 쉼표 데시미터 정밀도로 표시된다. 일반적인 소화전 유형이 아닌 경우 다른 식별이 사용될 수 있다. 예를 들어 "300 m³"는 물을 펌핑하는 데 사용할 수 있는 저수지를 가리킨다.
동아시아 (중국, 일본, 대한민국)와 사회주의 동유럽 국가에는 두 가지 유형의 소화전이 있는데, 하나는 공공 부지에 있고 다른 하나는 건물 내부에 있다. 건물 내부에 있는 것들은 벽에 설치된다. 크고 직사각형의 상자로, 알람(사이렌), 소화기, 그리고 때로는 응급 처치 키트도 제공한다.

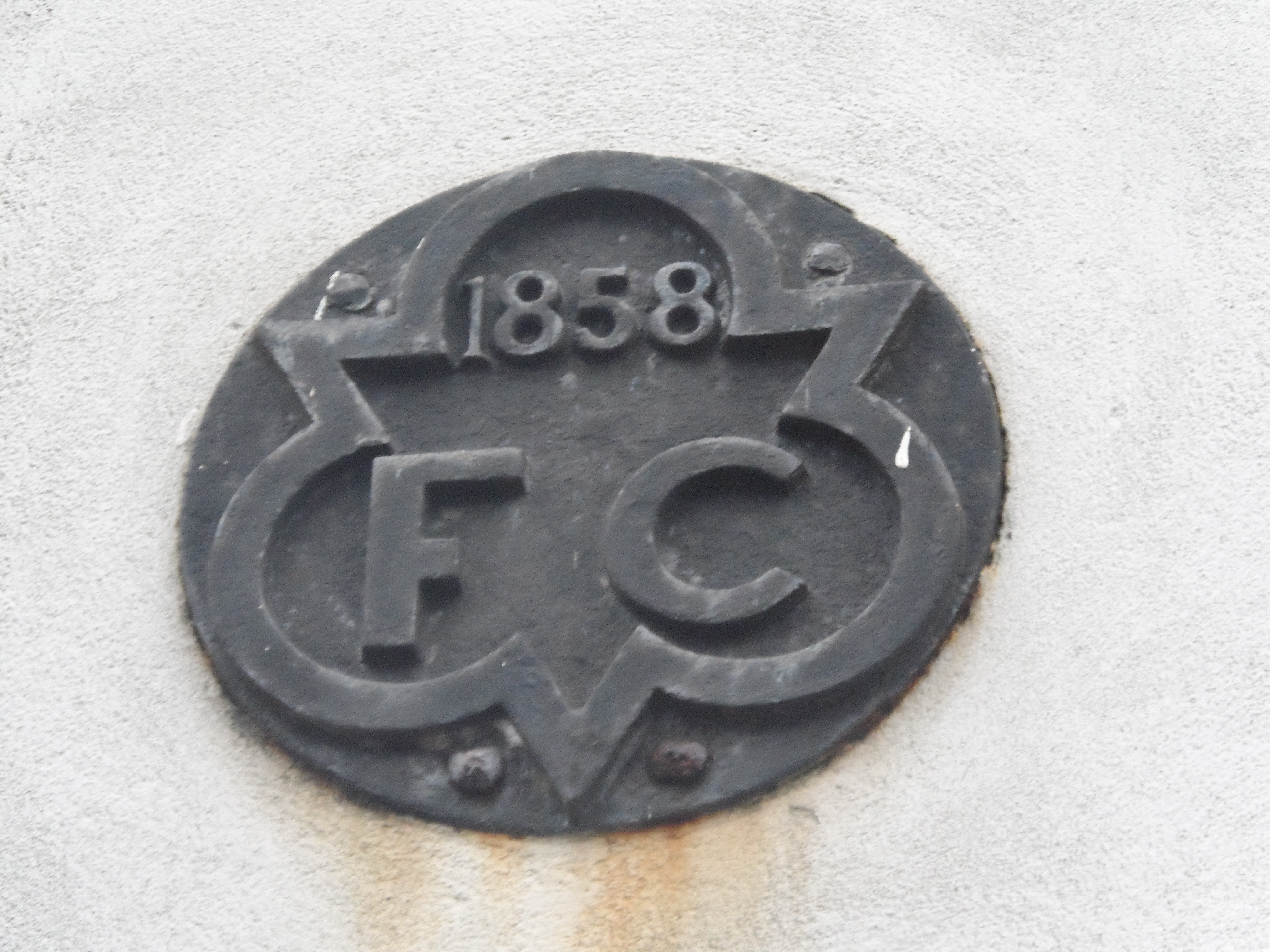
1858년 코크, 아일랜드의 소화전 표지판. "FC"는 소화전의 옛 이름인 firecock를 나타낸다.
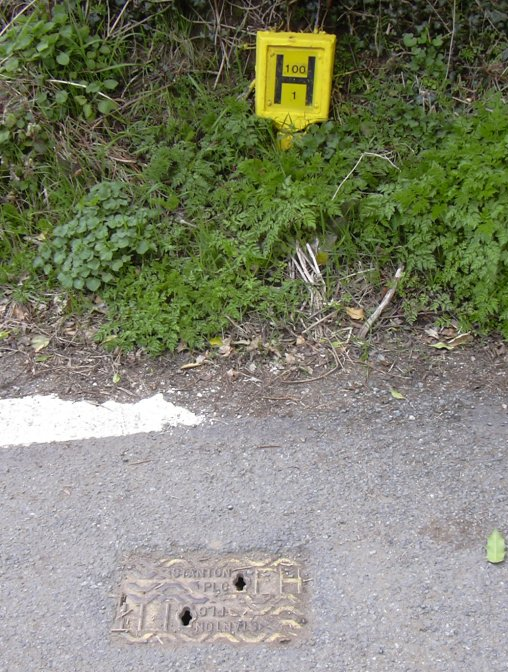
영국 소화전 및 표지판 – 표지판은 소화전의 직경이 100mm이고 표지판에서 1미터 떨어져 있음을 나타낸다.
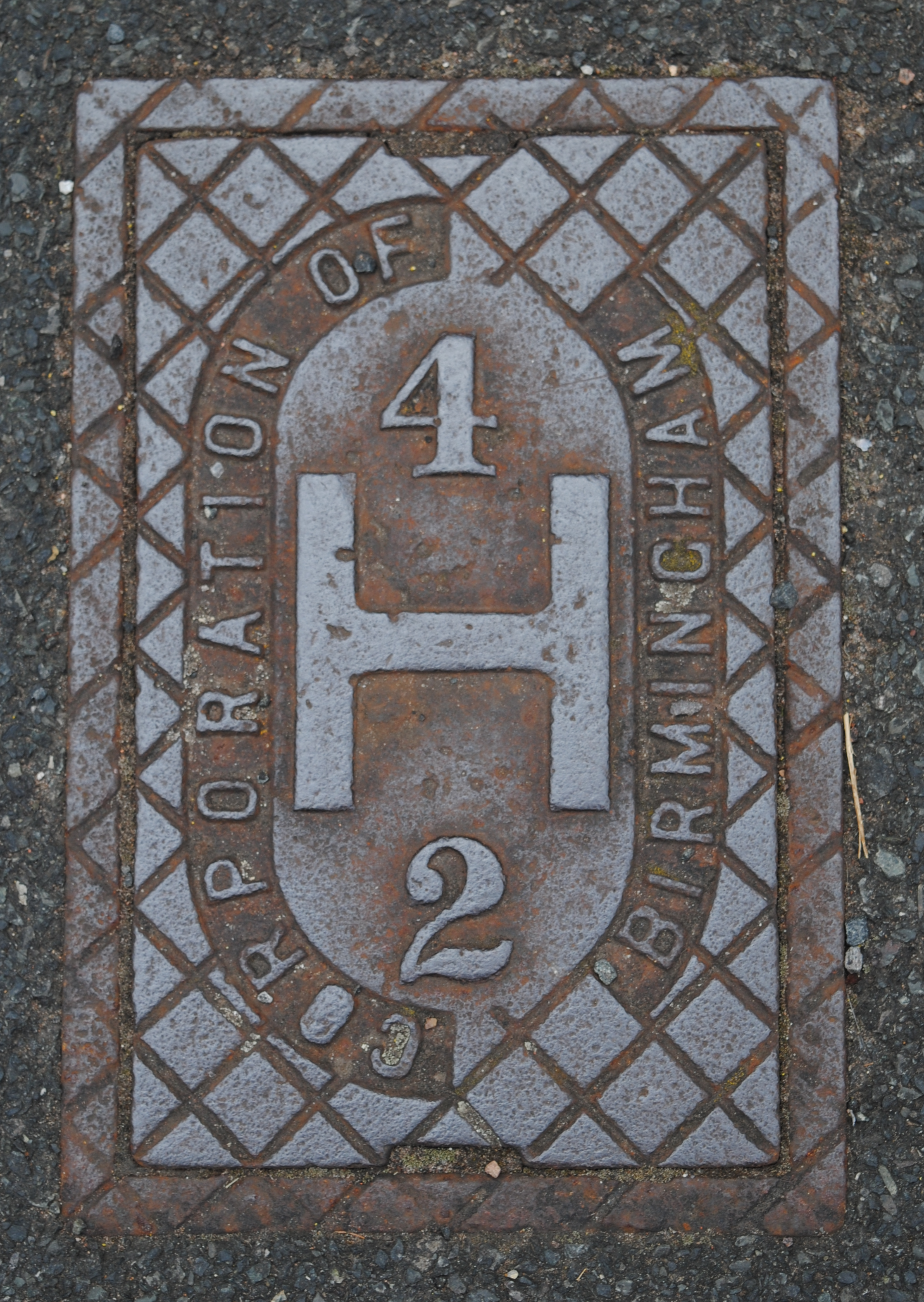
버밍엄 시의회 소화전 덮개, 잉글랜드, 1920년대경
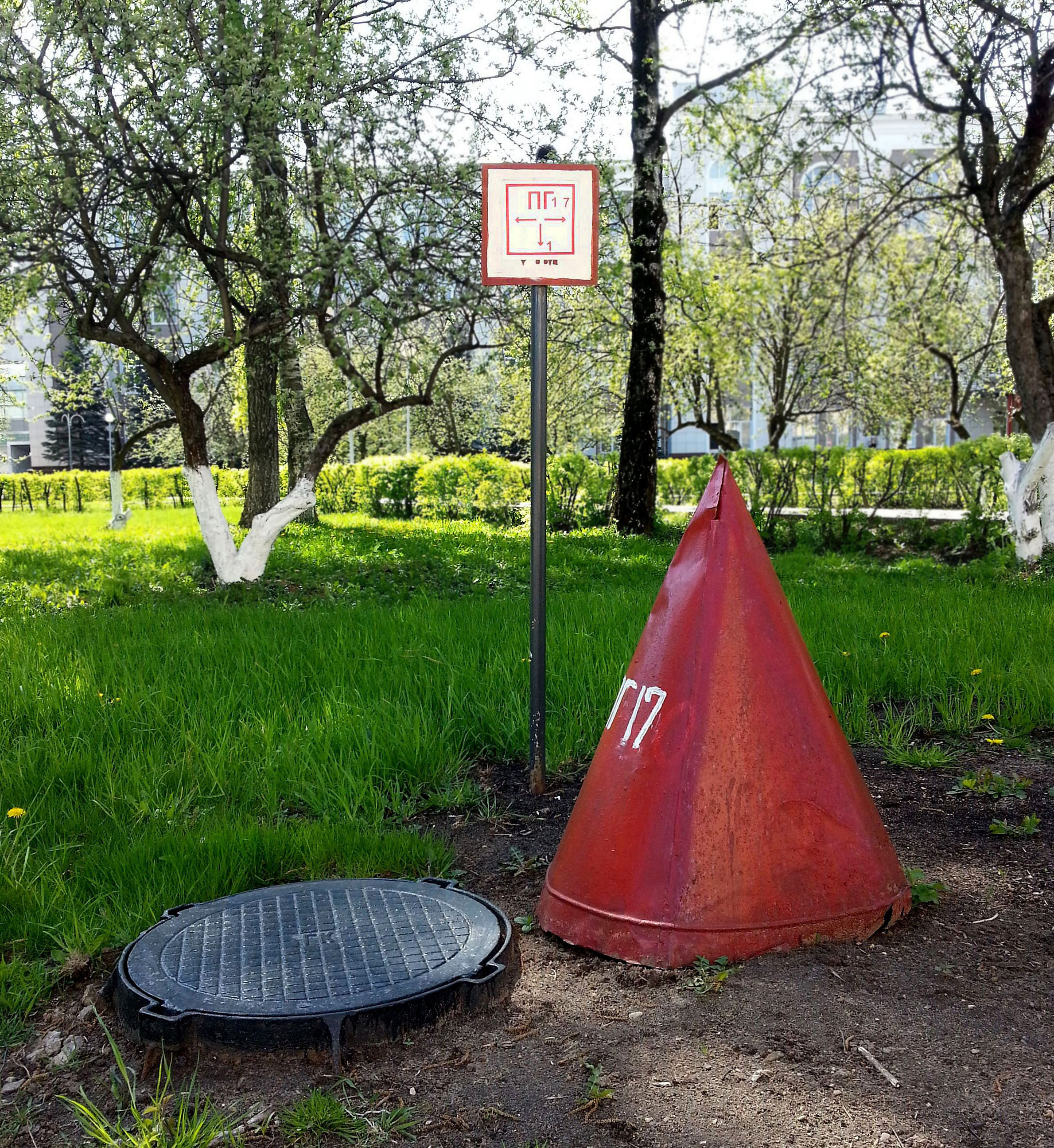
러시아의 지하 소화전, 플레이트와 빨간색 콘으로 표시됨
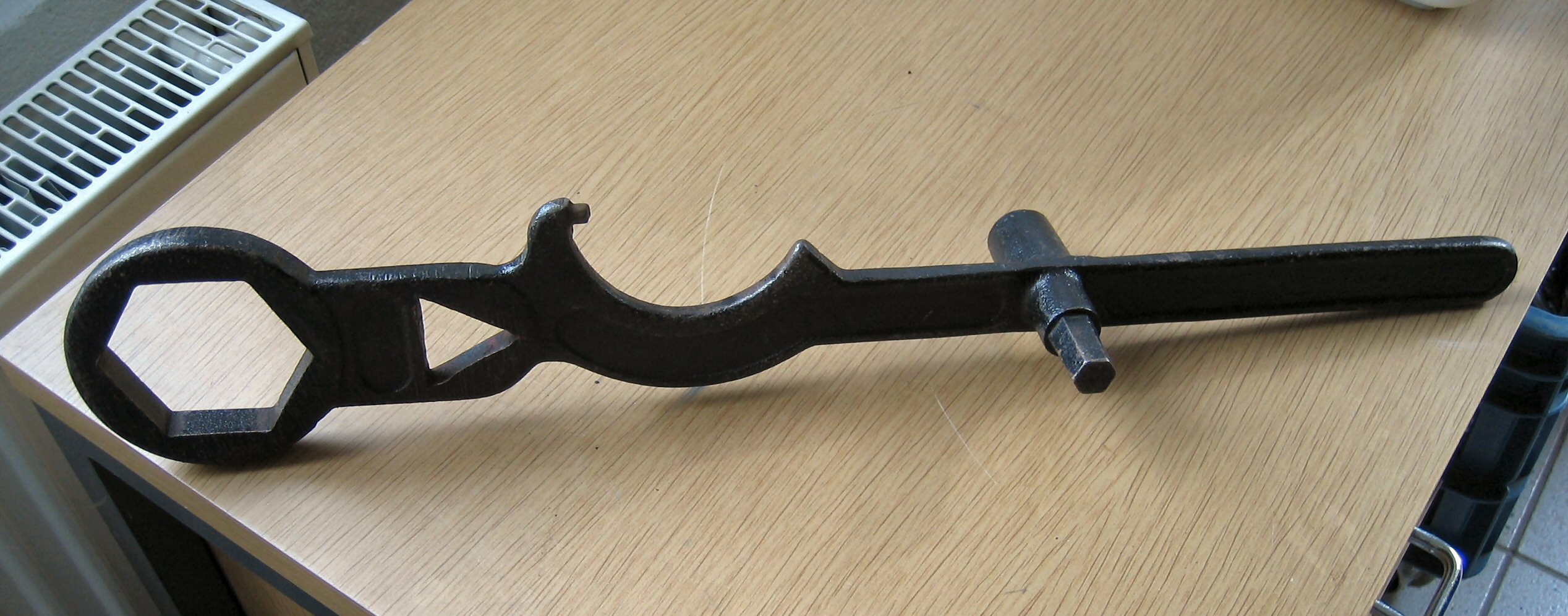
소화전 렌치 (독일)
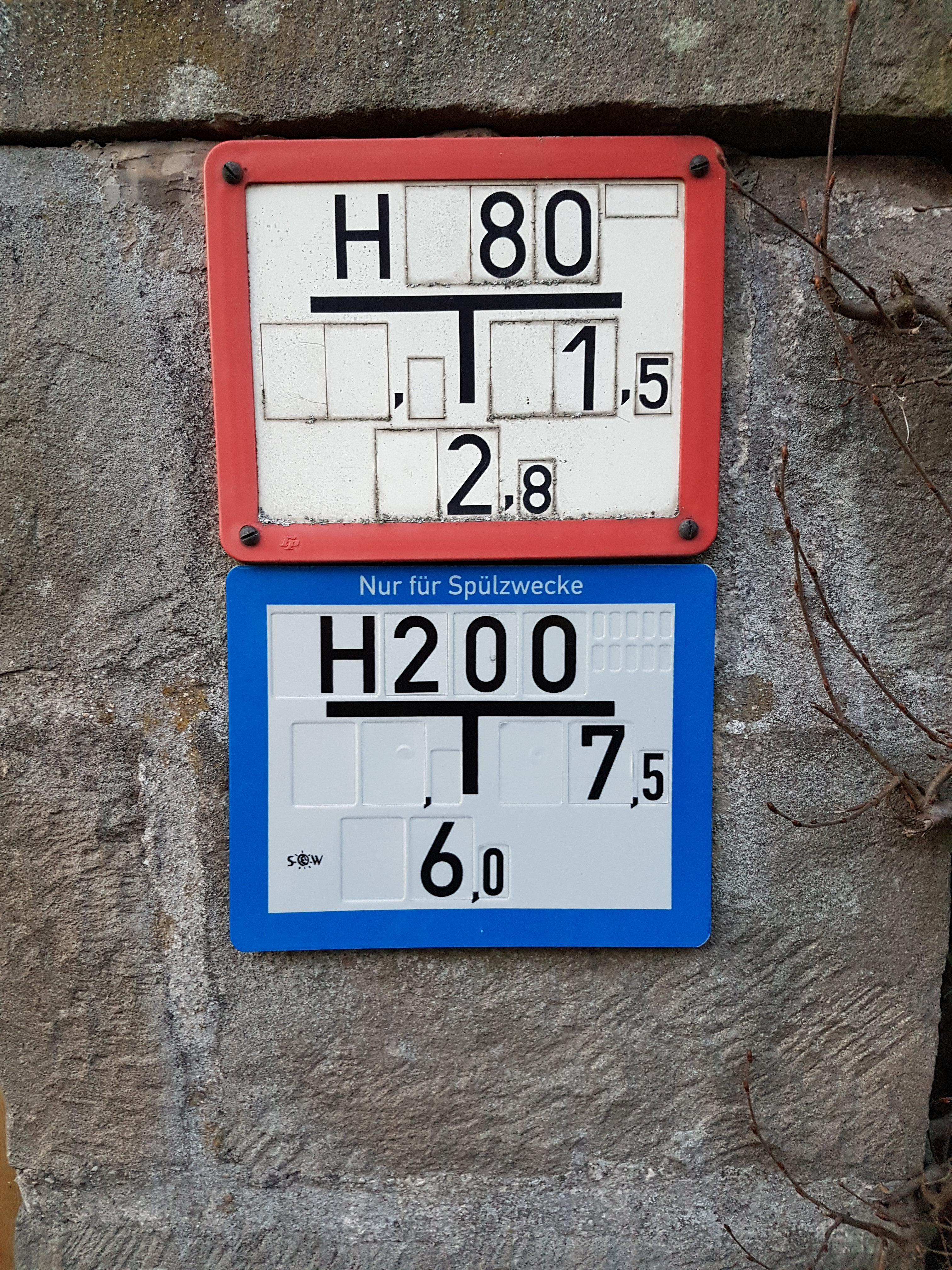
독일의 빨간색 소화전 마커 플레이트와 파란색 특수 용도 물 소화전 마커 플레이트 – 숫자는 직경(80mm)과 위치(뒤쪽 2.8미터, 오른쪽 1.5미터)를 나타낸다.
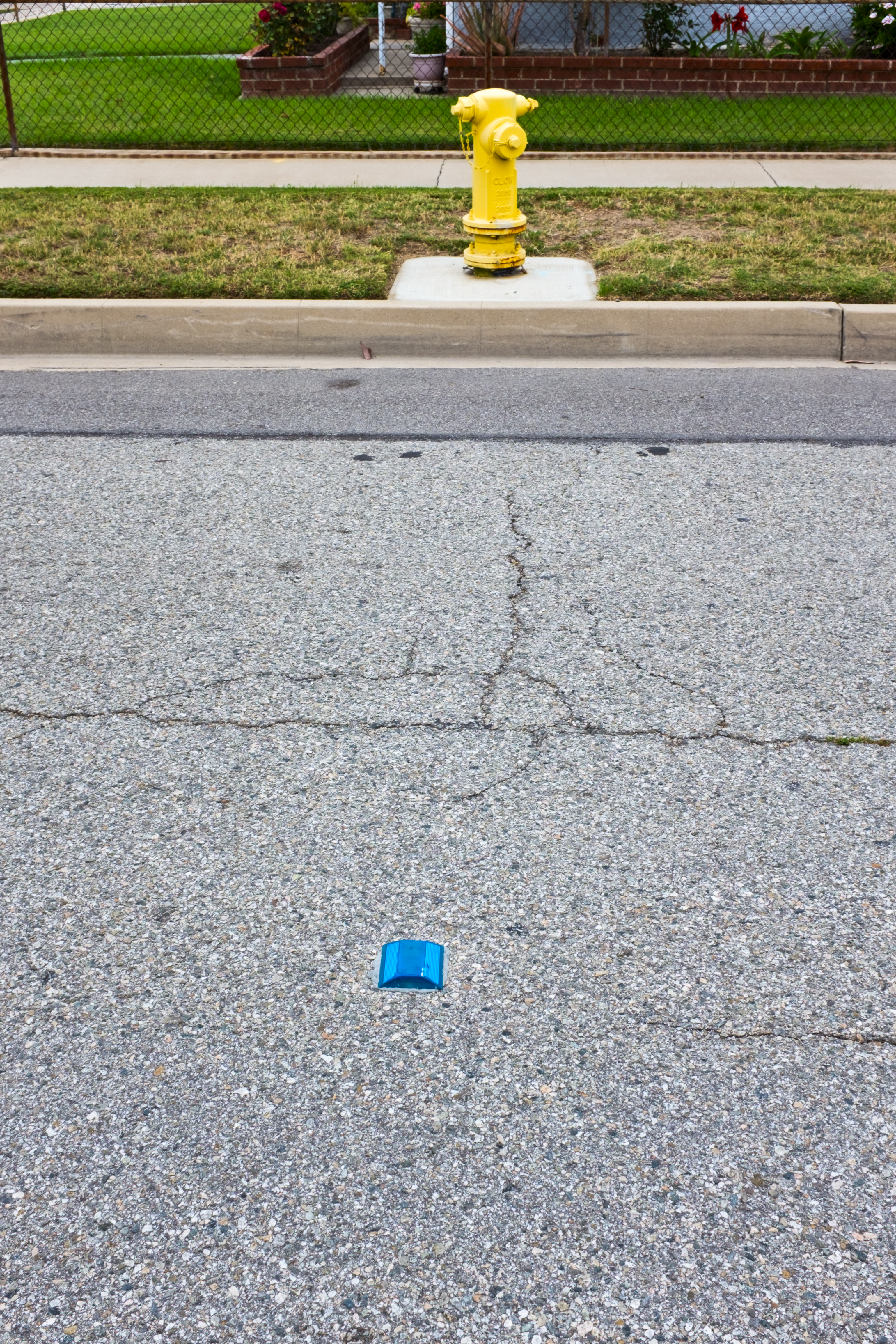
파란색 반사경이 소화전 위치를 표시한다.

## 점검 및 유지 보수
대부분의 지역에서는 소화전에 대한 연간 점검 및 유지 보수가 필요하다. 일반적으로 1년 보증만 있지만 일부는 5년 또는 10년 보증이 제공되지만, 더 긴 보증 기간이 정기적인 점검 및 유지 보수 필요성을 제거하지는 않는다. 이러한 점검은 일반적으로 지역 자치 단체나 소방서에서 수행하지만, 민간으로 식별된 소화전은 점검하지 않는 경우가 많다. 민간 소화전은 일반적으로 화재 발생 시 대형 건물을 적절히 보호하고 소방 규정을 준수하기 위해 더 큰 부지에 위치한다. 이러한 소화전은 보험사의 요구 사항을 충족했으며 종종 UL/FM 소화전으로 불린다. 일반적으로 회사는 민간 소화전을 점검하기 위해 계약을 체결하지만, 자치 단체가 이 작업을 수행한 경우는 예외이다.
일부 소화전 제조업체는 소화전이 예상되는 서비스를 수행하기 위해 매년 헤드 메커니즘을 윤활하고 헤드 개스킷 및 오링을 복원할 것을 권장하지만, 다른 일부는 소화전 작동 메커니즘의 장기 윤활을 위한 독점적인 기능을 통합했다. 어쨌든 윤활유의 정기적인 점검이 권장된다. 윤활은 일반적으로 유통 시스템의 오염을 방지하기 위해 식품 등급 비석유 윤활유로 수행된다.
간혹 돌이나 이물질이 시트 개스킷을 손상시킬 수 있다. 이 경우 대부분의 소화전에는 특별한 시트 렌치가 있어 지상에서 소화전을 제거하지 않고 시트를 제거하여 개스킷이나 다른 부서진 부품을 교체할 수 있다. 소화전 확장은 소화전 주변의 경사가 변할 경우 소화전 높이를 높이는 데 사용할 수도 있다. 높이를 확장하지 않으면 캡을 제거하는 렌치가 걸리지 않고 교통 모델의 브레이크 플랜지가 충돌 시 올바른 위치에 있지 않다. 소화전 수리 키트는 차량에 의해 부딪혔을 때 부서지도록 설계된 희생 부품을 수리하는 데 사용할 수도 있다.
많은 소방서는 수관 침전물을 세척하기 위해 소화전을 사용한다. 이 경우 종종 소화전 디퓨저를 사용하는데, 이는 물이 재산을 손상시키지 않고 고형 물줄기보다 행인에게 덜 위험하도록 물을 분산시키는 장치이다. 일부 디퓨저는 지면 오염을 방지하기 위해 물을 염소 제거하기도 한다. 소화전은 때때로 파이프 청소 피그의 출입 지점으로도 사용된다.
2011년 코드 포 아메리카는 눈보라 후 소화전을 파내는 자원봉사자가 등록할 수 있는 "소화전 입양" 웹사이트를 개발했다. 2014년 현재 보스턴, 로드아일랜드 프로비던스, 알래스카 앵커리지, 시카고에서 이 시스템이 구현되었다.

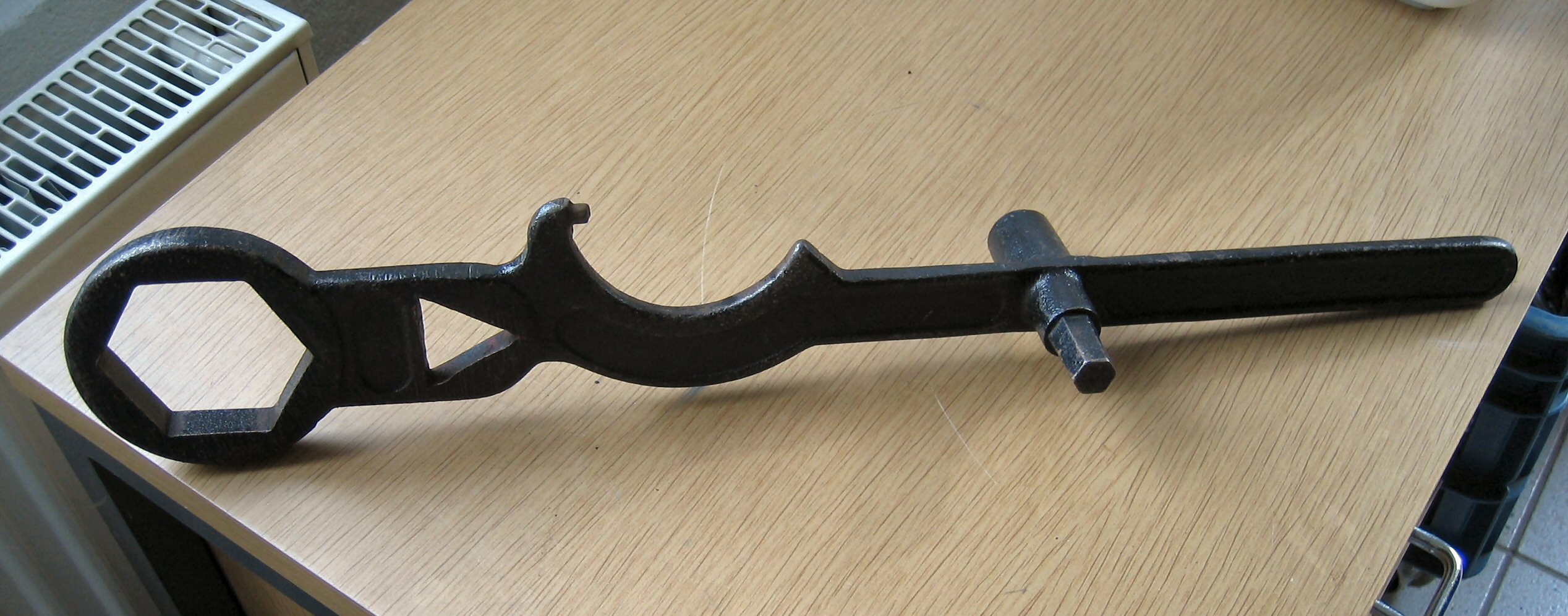
소화전 렌치 (독일)
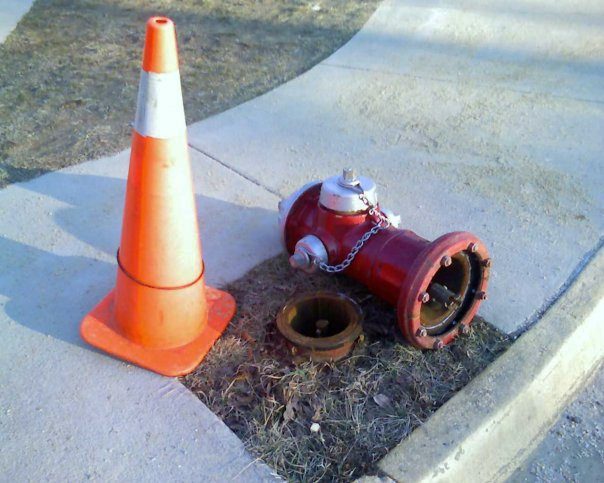
눈 제거 차량에 부딪혀 넘어졌지만 희생 볼트만 손상된 소화전
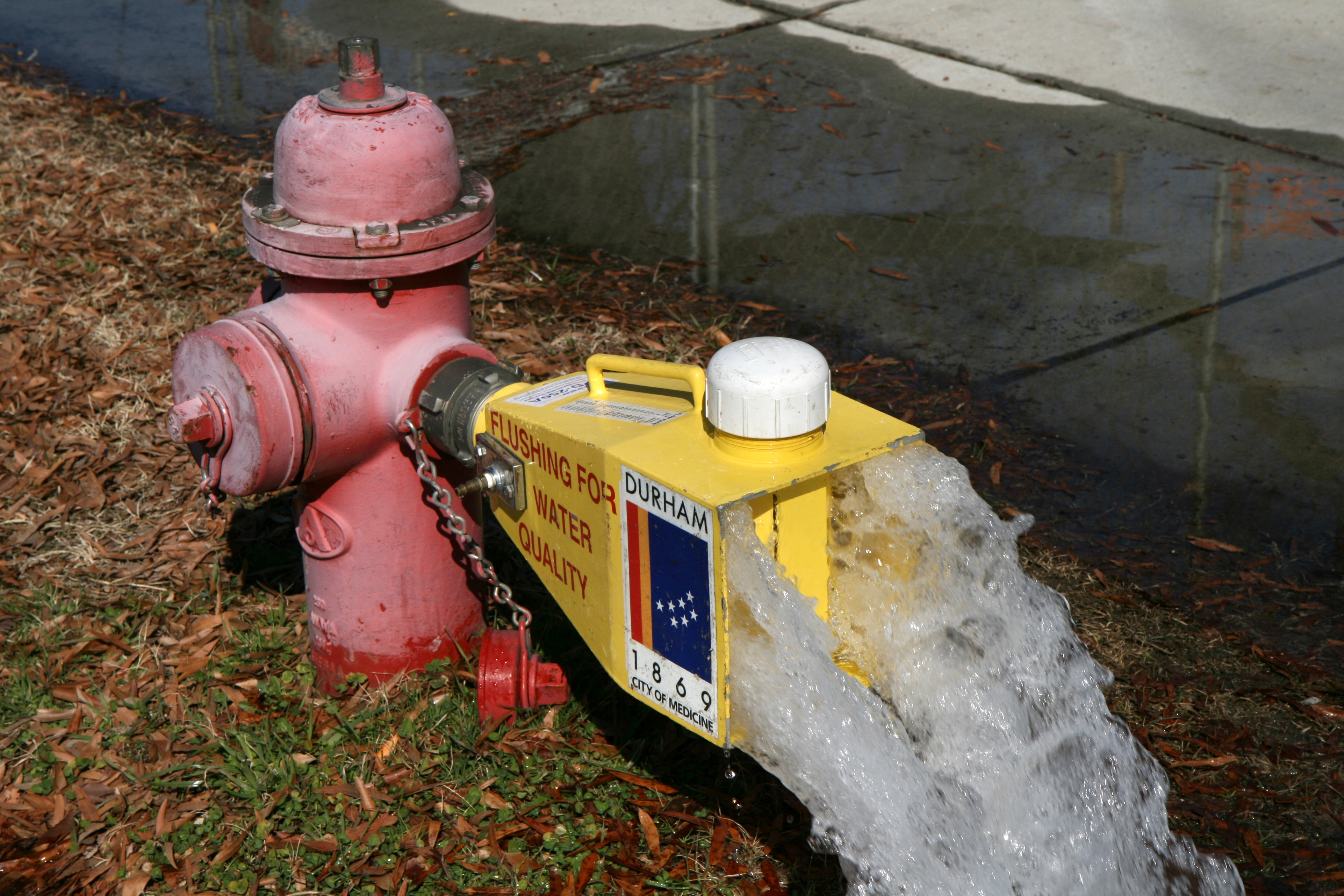
노스캐롤라이나 더럼에서 디퓨저를 통해 물을 세척하는 소화전
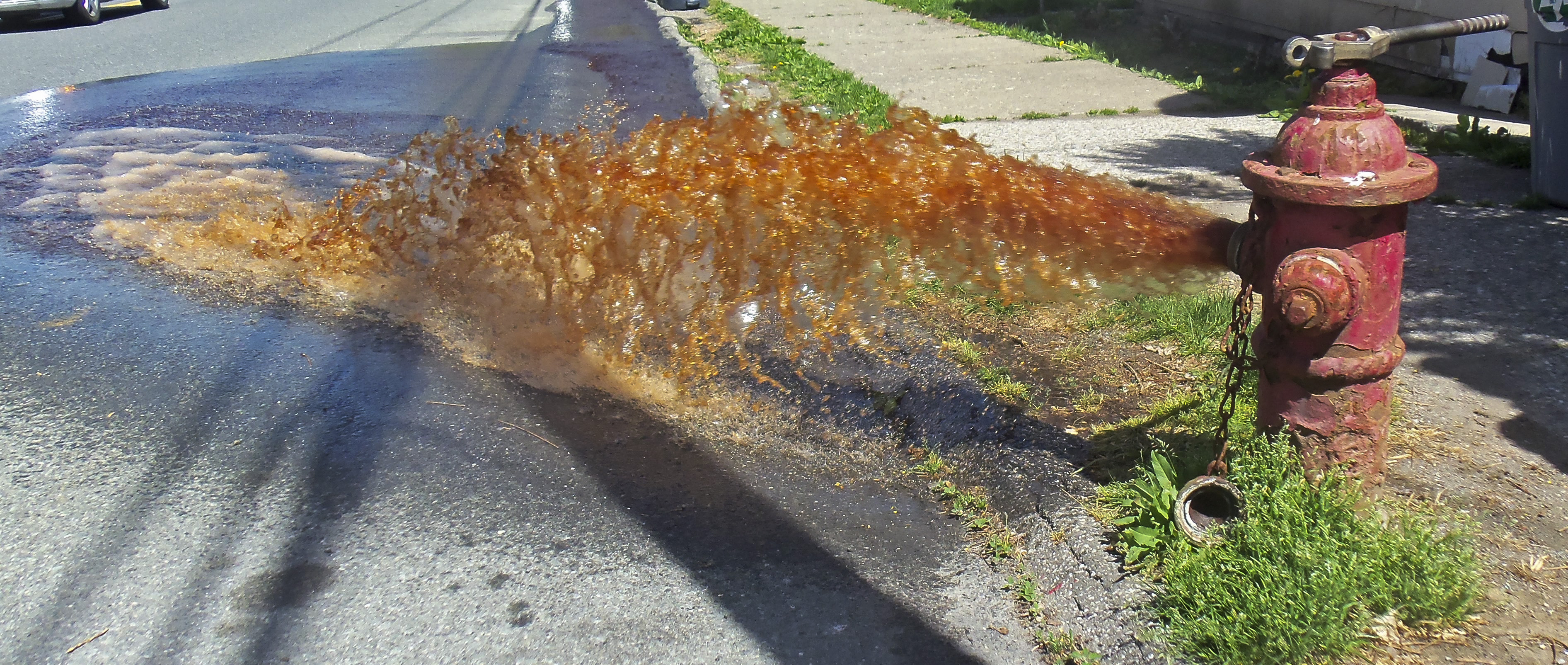
디퓨저 없이 변색된 물을 세척하는 소화전
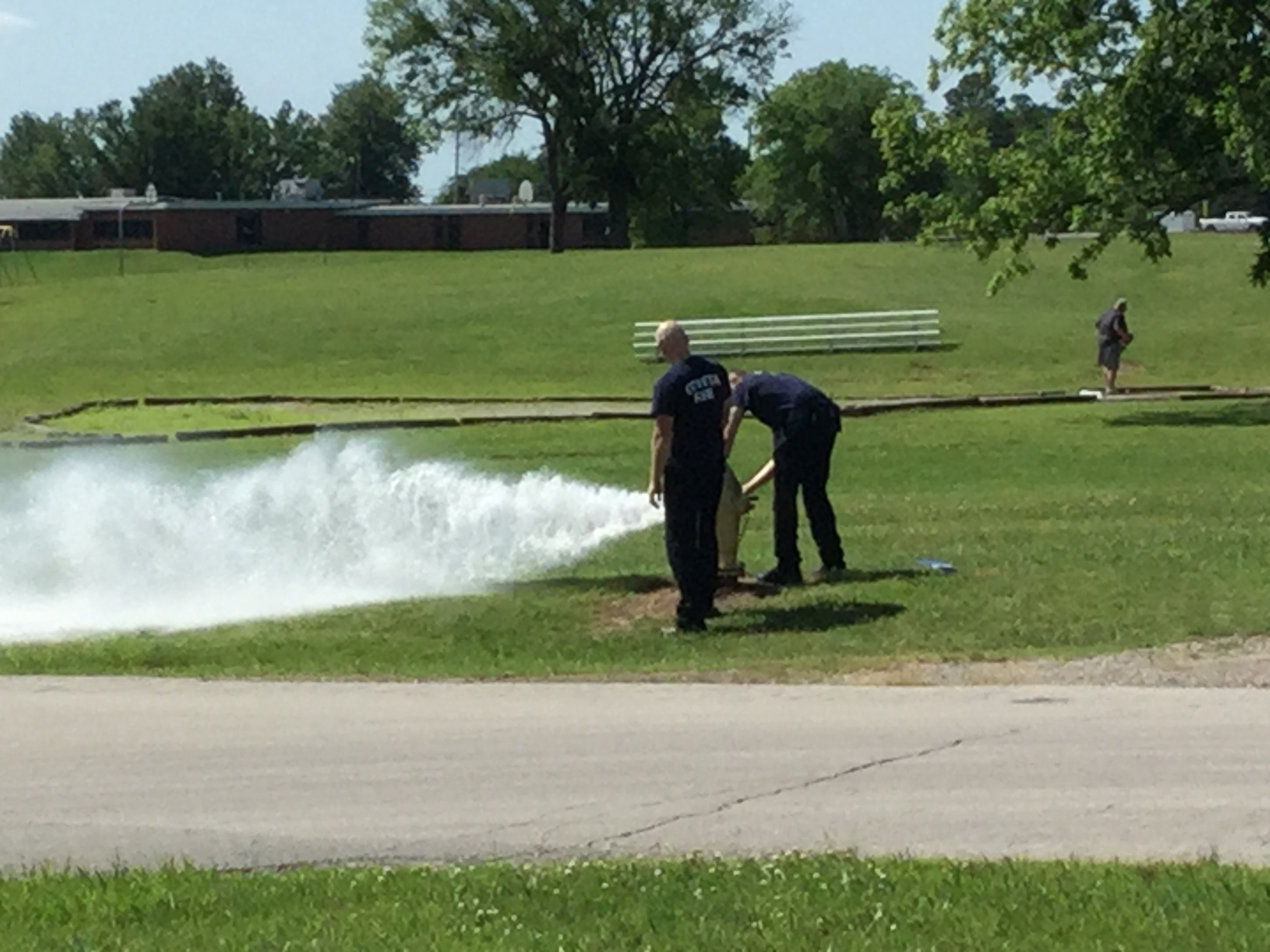
소방관에 의한 소화전 테스트

## 비가압 (건식) 소화전

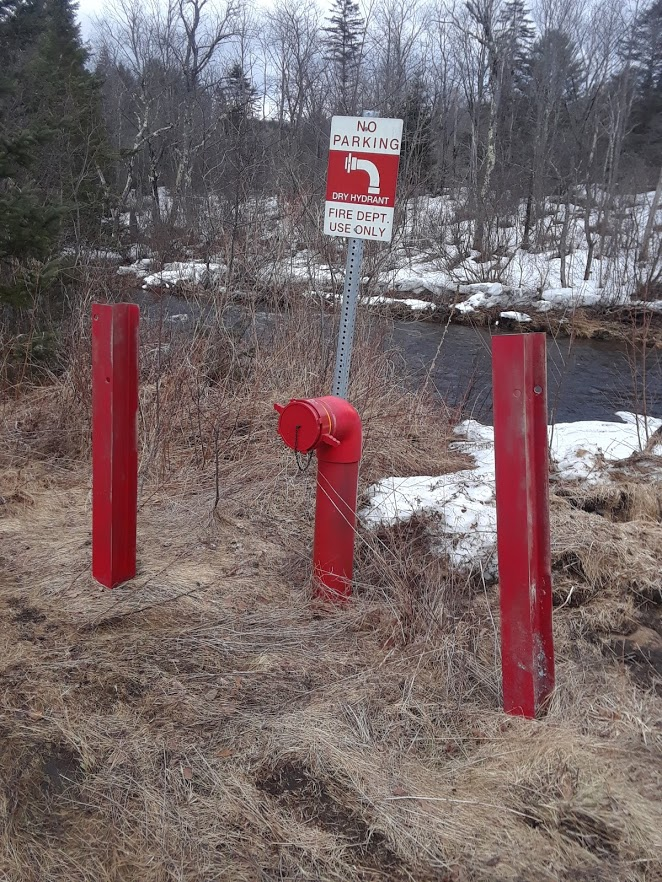
버몬트 농촌의 파숨프식 강 옆 건식 소화전

도시 상수도 시스템을 사용할 수 없는 농촌 지역에서는 건식 소화전이 화재 진압용 물 공급에 사용된다. 건식 소화전은 스탠드파이프와 유사하다. 건식 소화전은 일반적으로 가압되지 않은 영구 설치된 파이프로, 한쪽 끝이 호수나 연못의 수면 아래에 있다. 이 끝에는 일반적으로 파이프에 잔해나 물고기와 같은 야생 동물이 들어가는 것을 방지하는 스트레이너가 있다. 다른 쪽 끝은 지상에 있으며 단단한 슬리브 커넥터가 있다.
필요할 때 펌프 소방차가 물을 흡입하여 호수나 연못에서 물을 펌핑한다. 이는 건식 소화전, 단단한 슬리브 및 소방차 펌프의 공기를 프라이머로 진공 청소하여 수행된다. 이제 펌프 흡입구에서 더 낮은 압력이 존재하므로 물의 대기압과 물의 무게가 물을 건식 소화전의 수중 부분, 단단한 슬리브, 마지막으로 펌프로 밀어넣는다. 이 물은 엔진의 원심 펌프로 펌핑할 수 있다.

## 기타 유형
- 충분한 수량과 압력을 공급할 수 있는 경우 우물도 때때로 소화전으로 분류된다.
- 스탠드파이프는 건물 내 소방 호스 연결부이며, 대형 구조물 내부에서 야외 소화전과 동일한 목적을 수행한다. 스탠드파이프는 "건식" 또는 "습식" (영구적으로 물로 채워짐)일 수 있다. 건식 스탠드파이프는 소방 장비와 같은 외부 수원지를 필요로 한다.

## 역사
배관식 본관 공급 이전에는 소화용 물이 '버킷 릴레이'나 말라버린 소방 펌프가 사용할 수 있도록 양동이와 가마솥에 보관되거나 말에 이끌려 온 소방 펌프로 가져와야 했다. 16세기부터 나무로 된 상수도 시스템이 설치되면서 소방관들은 파이프를 파고 구멍을 뚫어 양동이나 펌프에 물을 채울 수 있는 "습정"을 만들었다. 이것은 나중에 채워지고 마개로 막아야 했으므로 소화전에 대한 흔한 미국 용어인 '파이어플러그'가 생겨났다. 소방관들이 이미 뚫린 구멍을 찾을 수 있도록 '플러그'가 이미 뚫린 위치를 나타내는 표식이 남겨졌다. 나중에 나무 시스템에는 미리 뚫린 구멍과 플러그가 있었다.
주철 파이프가 나무를 대체했을 때, 소방관들을 위한 영구적인 지하 접근 지점이 포함되었다. 일부 국가에서는 이러한 지점에 접근 덮개를 제공하는 반면, 다른 국가에서는 고정된 지상 소화전을 부착한다. – 첫 번째 주철 소화전은 1801년 필라델피아 상수도 사업소의 당시 수석 엔지니어였던 프레더릭 그래프에 의해 특허를 받았다. 그 이후의 발명은 변조, 동결, 연결, 신뢰성 등의 문제를 목표로 했다.

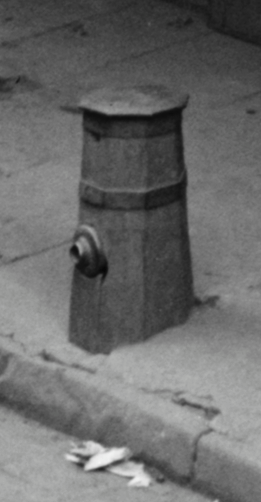
1900년경 여전히 사용 중인 구형 나무 "소화전 플러그"
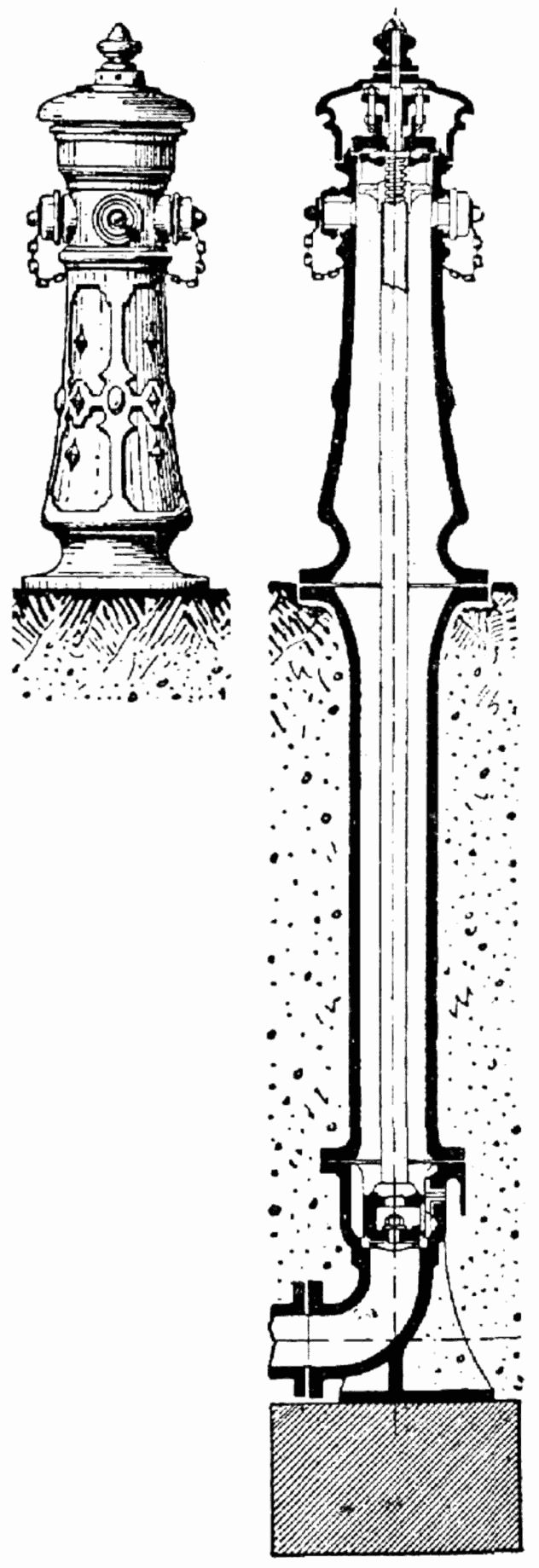
주철 소화전, 1904년

## 같이 보기
- 소화기
- 소방시설
- 화재안전기준
- 비상소화장치

## 추가 문헌
- 미국 특허 909  — Issued to John Jorden on September 8, 1838, for "...a new and useful improvement in Fire-Plugs and Hydrants...". This is an early wooden bodied hydrant, the earliest hydrant patent extant; the patent office itself burned to the ground in 1836, taking with it all prior hydrant patents.
- 미국 특허 37,466  — Issued to Richard Stileman on January 20, 1863. An early iron hydrant, believed the first patented hydrant with the larger size steamer port to supply steam fire engines. Manufactured and marketed as the Stileman hydrant. See also Stileman page at FireHydrant.org.
- 미국 특허 80,143  — Issued to Zebulon Erastus Coffin on July 21, 1868. This is a cast iron hydrant very similar to modern fire hydrants, it was produced by Boston Machine Co. See also Boston Machine page at FireHydrant.org.
- 미국 특허 94,749  — Issued to Birdsill Holly on September 14, 1869. See also Holly page at FireHydrant.org.
- Wohleber, Curt. "The Fire Hydrant". In The American Heritage of Invention & Technology. Winter 2002. Provides a history with dates of fire hydrant development. (Archived from the original on April 28, 2010)